# Чемпионат мира по футболу 2018
Чемпионат мира по футболу 2018 года — 21-й чемпионат мира по футболу ФИФА, финальная часть которого прошла в России с 14 июня по 15 июля 2018 года. Россия в первый раз в своей истории стала страной-хозяйкой мирового чемпионата по футболу, кроме того, он впервые проводился в Восточной Европе. Также в первый раз мундиаль проходил на территории сразу двух частей света — Европы и Азии. Турнир прошёл на 12 стадионах в 11 российских городах. Это первый чемпионат мира по футболу, на котором работали видеопомощники судьи (VAR).
Чемпионом во второй раз в своей истории стала сборная Франции, обыгравшая сборную Хорватии в финальном матче со счётом 4:2. Бронзовым призёром стала сборная Бельгии, победившая в матче за третье место сборную Англии (2:0). Финальный матч прошёл 15 июля в Москве на стадионе «Лужники». Это был четвёртый подряд чемпионат мира, выигранный европейской сборной.
В 2018 году совет ФИФА признал этот чемпионат «лучшим в истории». Согласно финансовому отчёту ФИФА за 2018 год, чемпионат стал самым прибыльным за всю историю проведения и принёс организации 5,357 миллиардов долларов выручки и 3,533 миллиардов долларов чистого дохода. По подсчетам независимых экспертов, российские стадионы обошлись на 95,2 млрд руб. дороже по сравнению с аналогичными стадионами за рубежом.

## Выбор места проведения

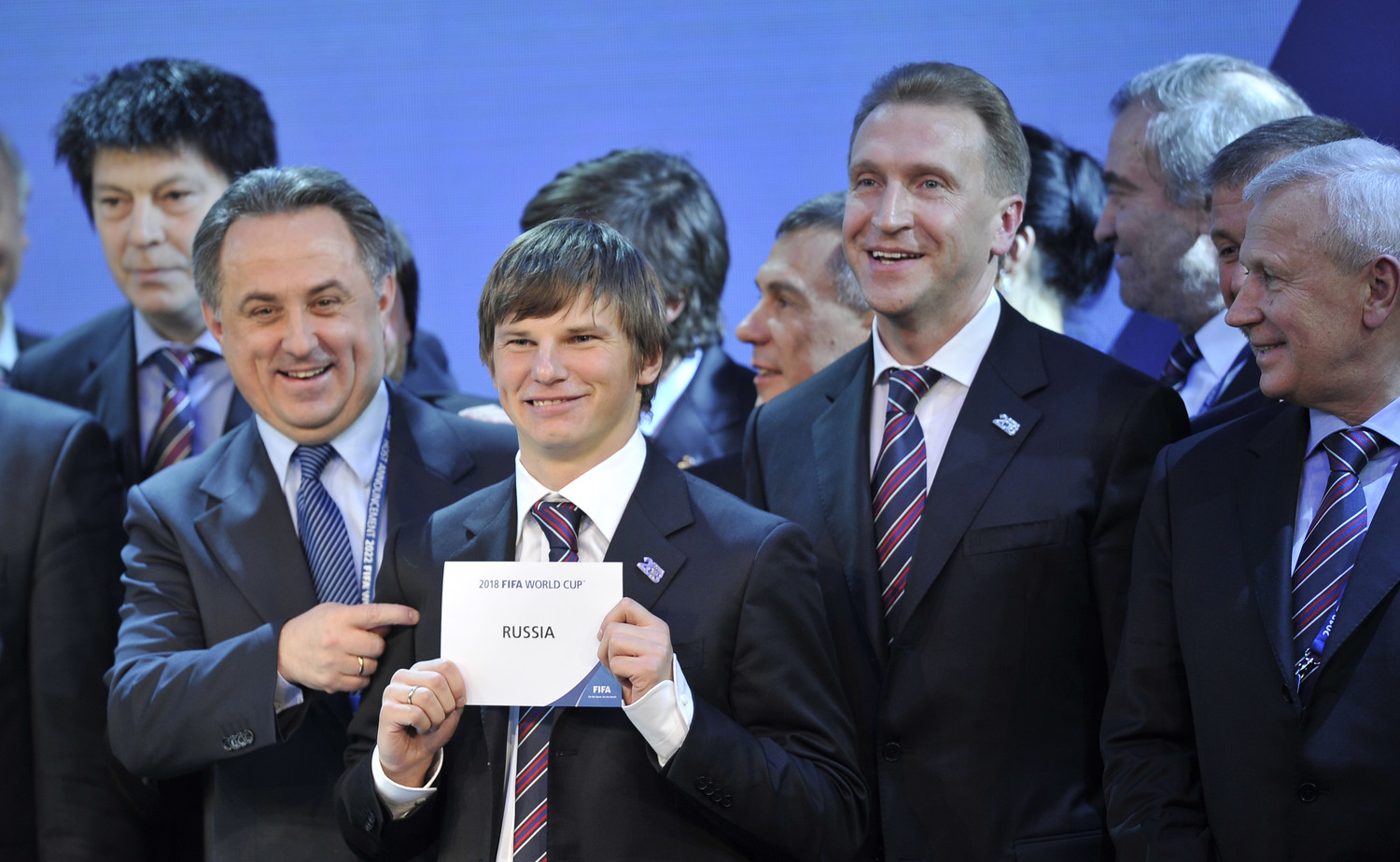
Российская делегация после объявления результатов голосования. На переднем плане (слева направо): Ринат Дасаев, Виталий Мутко, Андрей Аршавин, Игорь Шувалов, Вячеслав Колосков.

18 марта 2009 года ФИФА заявила, что на проведение чемпионатов 2018/2022 годов было принято 9 заявок, которые подали: Австралия, Англия, Индонезия, Мексика, Россия, США, Япония, Португалия и Испания (совместная заявка), Бельгия и Нидерланды (совместная заявка). Кроме того, Республика Корея и Катар объявили об участии только в выборах хозяина чемпионата мира 2022 года.
Позднее, в соответствии с действующим положением ФИФА о ротации континентов, из гонки за турнир 2018 года выбыли представители Азии, Австралии и Америки. Таким образом, исполком ФИФА выбирал из заявок России, Англии, а также совместных проектов Испании — Португалии и Бельгии — Нидерландов.
2 декабря 2010 года в Цюрихе было оглашено имя страны-хозяйки чемпионата мира: ею стала Россия. По результатам голосования Россия победила уже во втором туре, набрав более половины голосов:
| Заявки               | Первый тур | Второй тур |
| -------------------- | ---------- | ---------- |
| Россия               | 9          | 13         |
| Испания / Португалия | 7          | 7          |
| Нидерланды / Бельгия | 4          | 2          |
| Англия               | 2          | —          |

Оргкомитет по поддержке выдвижения России в качестве страны — претендента на право проведения чемпионата мира по футболу 2018/2022 годов возглавлял Игорь Шувалов.
Обвинения в коррупции
7 марта 2020 года США выдвинули обвинения против бывшего вице-президента ФИФА Джека Уорнера и других функционеров ФИФА. Их подозревают в получении взяток за поддержку заявок России и Катара на проведение чемпионата мира. В частности Джек Уорнер обвиняется в получении 5 миллионов долларов в поддержку российской заявки на ЧМ-2018. Это обвинение — результат продолжающегося расследования ФБР о коррупции в руководстве международной федерации футбола.

## Отборочный турнир
Жеребьёвка отборочного турнира ЧМ-2018 прошла в Константиновском дворце Санкт-Петербурга 25 июля 2015 года. Заявки для участия подали все 208 членов ФИФА (не считая страны-организатора России), в турнире стартовали 206 команд.
В результате отбора квалифицировалась 31 команда, в том числе 7 из 8 команд, ранее выигрывавших мировые первенства. Единственная команда из ранее бывших чемпионами мира, не попавшая в финальный турнир, — это сборная Италии. В двух предыдущих чемпионатах участвовали все 8 чемпионов мира. Впервые приняли участие в чемпионате мира сборная Исландии и сборная Панамы.

### Квалифицировались в финальный турнир
| Сборная           | Способ выхода                                           | Дата выхода     | Участие в финальной части | Подряд | Последнее участие | Лучший результат                                          |
| ----------------- | ------------------------------------------------------- | --------------- | ------------------------- | ------ | ----------------- | --------------------------------------------------------- |
| Россия            | Организатор                                             | 2 декабря 2010  | 4 (11)                    | 2      | 2014              | Групповой этап (1994, 2002, 2014) 4-е место (1966 — СССР) |
| Бразилия          | КОНМЕБОЛ, отборочный раунд, 1-е место                   | 28 марта 2017   | 21                        | 21     | 2014              | Чемпион (1958, 1962, 1970, 1994, 2002)                    |
| Иран              | АФК, группа A, 1-е место                                | 12 июня 2017    | 5                         | 2      | 2014              | Групповой этап (1978, 1998, 2006, 2014)                   |
| Япония            | АФК, группа B, 1-е место                                | 31 августа 2017 | 6                         | 6      | 2014              | 1/8 финала (2002, 2010)                                   |
| Мексика           | КОНКАКАФ, 5-й раунд, 1-е место                          | 1 сентября 2017 | 16                        | 7      | 2014              | 1/4 финала (1970, 1986)                                   |
| Бельгия           | УЕФА, группа H, 1-е место                               | 3 сентября 2017 | 13                        | 2      | 2014              | 4-е место (1986)                                          |
| Республика Корея  | АФК, группа A, 2-е место                                | 5 сентября 2017 | 10                        | 9      | 2014              | 4-е место (2002)                                          |
| Саудовская Аравия | АФК, группа В, 2-е место                                | 5 сентября 2017 | 5                         | 1      | 2006              | 1/8 финала (1994)                                         |
| Германия          | УЕФА, группа C, 1-е место                               | 5 октября 2017  | 9 (19)                    | 7 (17) | 2014              | Чемпион (2014) Чемпион (1954, 1974, 1990 — ФРГ)           |
| Англия            | УЕФА, группа F, 1-е место                               | 5 октября 2017  | 15                        | 6      | 2014              | Чемпион (1966)                                            |
| Испания           | УЕФА, группа G, 1-е место                               | 6 октября 2017  | 15                        | 11     | 2014              | Чемпион (2010)                                            |
| Нигерия           | КАФ, группа B, 1-е место                                | 7 октября 2017  | 6                         | 3      | 2014              | 1/8 финала (1994, 1998, 2014)                             |
| Коста-Рика        | КОНКАКАФ, 5-й раунд, 2-е место                          | 7 октября 2017  | 5                         | 2      | 2014              | 1/4 финала (2014)                                         |
| Польша            | УЕФА, группа E, 1-е место                               | 8 октября 2017  | 8                         | 1      | 2006              | Бронзовый призёр (1974, 1982)                             |
| Египет            | КАФ, группа E, 1-е место                                | 8 октября 2017  | 3                         | 1      | 1990              | 1/8 финала (1934) Групповой этап (1990)                   |
| Исландия          | УЕФА, группа I, 1-е место                               | 9 октября 2017  | 1                         | 1      | дебют             | дебют                                                     |
| Сербия            | УЕФА, группа D, 1-е место                               | 9 октября 2017  | 2 (12)                    | 1      | 2010              | Групповой этап (2010); 4-е место (1930, 1962 — Югославия) |
| Португалия        | УЕФА, группа B, 1-е место                               | 10 октября 2017 | 7                         | 5      | 2014              | Бронзовый призёр (1966)                                   |
| Франция           | УЕФА, группа A, 1-е место                               | 10 октября 2017 | 15                        | 6      | 2014              | Чемпион (1998)                                            |
| Уругвай           | КОНМЕБОЛ, отборочный раунд, 2-е место                   | 11 октября 2017 | 13                        | 3      | 2014              | Чемпион (1930, 1950)                                      |
| Аргентина         | КОНМЕБОЛ, отборочный раунд, 3-е место                   | 11 октября 2017 | 17                        | 12     | 2014              | Чемпион (1978, 1986)                                      |
| Колумбия          | КОНМЕБОЛ, отборочный раунд, 4-е место                   | 11 октября 2017 | 6                         | 2      | 2014              | 1/4 финала (2014)                                         |
| Панама            | КОНКАКАФ, 5-й раунд, 3-е место                          | 11 октября 2017 | 1                         | 1      | дебют             | дебют                                                     |
| Сенегал           | КАФ, группа D, 1-е место                                | 10 ноября 2017  | 2                         | 1      | 2002              | 1/4 финала (2002)                                         |
| Марокко           | КАФ, группа C, 1-е место                                | 11 ноября 2017  | 5                         | 1      | 1998              | 1/8 финала (1986)                                         |
| Тунис             | КАФ, группа A, 1-е место                                | 11 ноября 2017  | 5                         | 1      | 2006              | Групповой этап (1978, 1998, 2002, 2006)                   |
| Швейцария         | УЕФА, победитель стыковых матчей                        | 12 ноября 2017  | 11                        | 4      | 2014              | 1/4 финала (1934, 1938, 1954)                             |
| Хорватия          | УЕФА, победитель стыковых матчей                        | 12 ноября 2017  | 5                         | 2      | 2014              | Бронзовый призёр (1998)                                   |
| Швеция            | УЕФА, победитель стыковых матчей                        | 13 ноября 2017  | 12                        | 1      | 2006              | Серебряный призёр (1958)                                  |
| Дания             | УЕФА, победитель стыковых матчей                        | 14 ноября 2017  | 5                         | 1      | 2010              | 1/4 финала (1998)                                         |
| Австралия         | АФК, победитель межконтинентальных стыковых матчей      | 15 ноября 2017  | 5                         | 4      | 2014              | 1/8 финала (2006)                                         |
| Перу              | КОНМЕБОЛ, победитель межконтинентальных стыковых матчей | 16 ноября 2017  | 5                         | 1      | 1982              | 1/4 финала (1970) Второй групповой турнир (1978)          |

## Города и стадионы

### Города

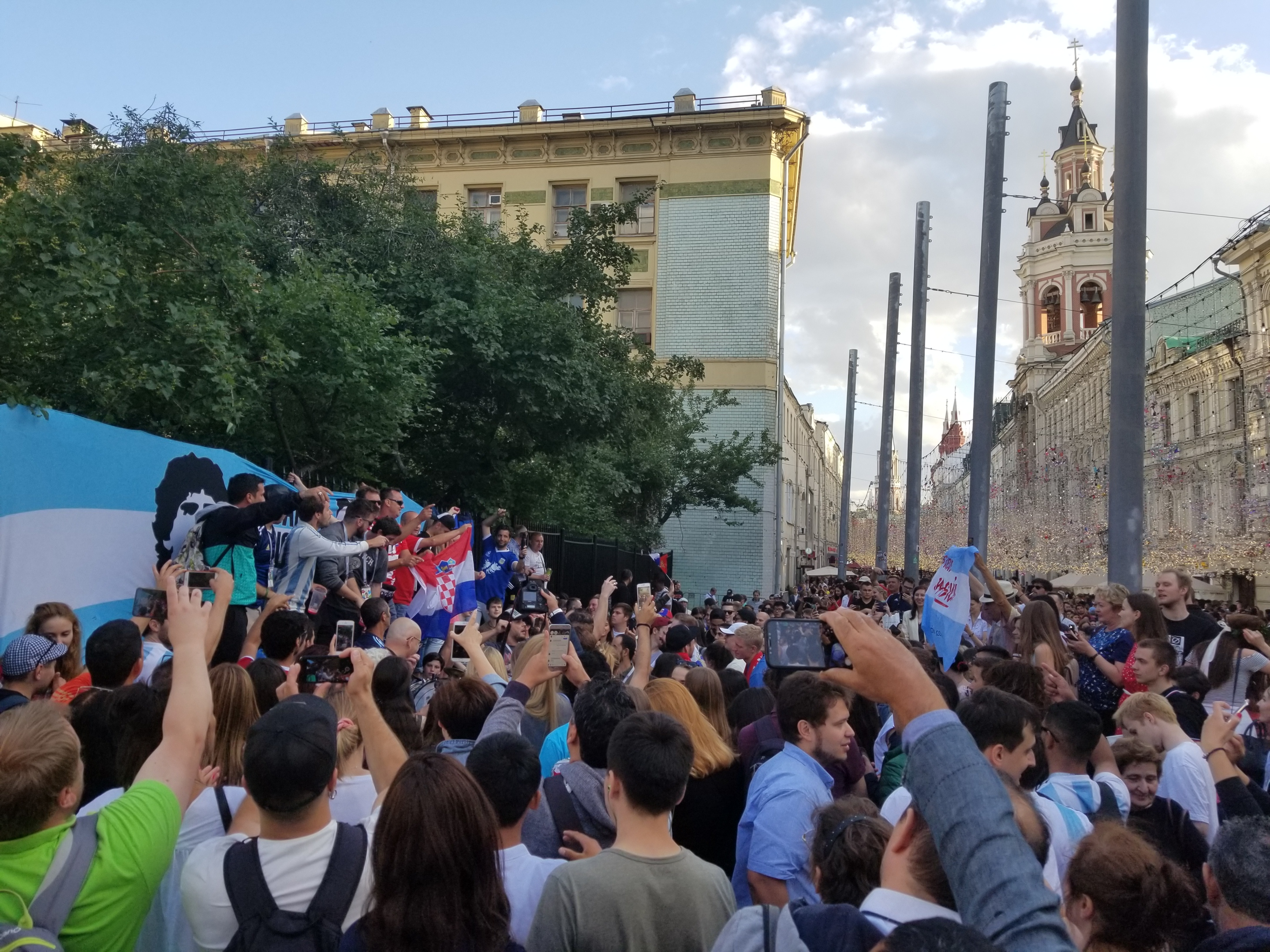
Аргентинские и хорватские болельщики на Никольской улице в Москве, которая стала местом притяжения для болельщиков со всего мира в дни проведения чемпионата мира по футболу.

Изначально согласно заявке в список городов для возможного проведения чемпионата мира вошло 14 населённых пунктов.
Позднее губернатор Воронежской области Алексей Гордеев обратился к министру спорта России Виталию Мутко и президенту РФС Сергею Фурсенко с просьбой включить Воронеж в список городов-кандидатов, но «поезд уже ушёл». Один из стадионов планировалось построить в Подольске, городе-спутнике Москвы, однако в октябре 2011 года губернатор Московской области Борис Громов заявил, что «область вышла из заявки», отказавшись от строительства нового стадиона ввиду его нерентабельности (при этом идею администрации области о реконструкции/расширении имевшегося в Подольске стадиона организаторы отвергли).
Все города-кандидаты были разделены на 3 группы. В первую вошли города, полностью готовые к проведению игр, — это Москва, Санкт-Петербург, Казань, Сочи и Екатеринбург. Во вторую — те, что «с большой вероятностью» будут готовы к турниру, — Краснодар и Самара. В третью — те города, у которых «есть проблемы».
По требованиям ФИФА город не может быть квалифицирован, если его арена не будет соответствовать проведению групповых матчей, полуфиналов и финала:
«Есть определённые требования ко всем без исключения. И автоматически стадион не будет зачислен в список, если не будет соответствовать требованиям. Если у нас не будет 60 тысяч (зрительских мест), вы не сможете провести на нём полуфинал» — рассказал генеральный секретарь ФИФА Жером Вальке.
В начале сентября 2012 года министр спорта и председатель оргкомитета «Россия-2018» Виталий Мутко назвал 5 кандидатов на лишение права проведения матчей чемпионата мира (предполагалось из пяти городов оставить три в заявке): Саранск, Волгоград, Ярославль, Калининград и Ростов-на-Дону.
Список городов, где должны были пройти игры ЧМ-2018, утвердили в сентябре 2012 года. Точнее, 28 сентября был составлен, как казалось, согласованный список городов, принимающих чемпионат (в него не вошли Саранск и Ярославль). Однако 29 сентября 2012 года в рамках телепередачи «Сегодня вечером с Андреем Малаховым» на Первом канале был озвучен изменённый список, ставший окончательным, — в итоге матчи ЧМ-2018 не проводятся в Краснодаре и Ярославле.
Итоговый перечень городов, принимавших матчи чемпионата мира:
1. Москва (Центральный кластер)[32][33]
2. Калининград (Северо-западный кластер)[32][34]
3. Санкт-Петербург (Северо-западный кластер)[32][35]
4. Нижний Новгород (Волжский кластер)[32][36]
5. Волгоград (Волжский кластер)[32][37]
6. Казань (Волжский кластер)[32][38]
7. Самара (Волжский кластер)[32][39]
8. Саранск (Волжский кластер)[32][40]
9. Ростов-на-Дону (Южный кластер)[32][41]
10. Сочи (Южный кластер)[32][42]
11. Екатеринбург (Уральский кластер)[32][43]

### Стадионы
В рамках программы подготовки к проведению чемпионата мира были реконструированы устаревшие и модернизированы существующие, а также построены специально к мундиалю новые — общим числом — 12 стадионов в 11 городах России.
- В Екатеринбурге: «Екатеринбург Арена» (вместимость на время чемпионата — 33 061 зритель[44]). Данный стадион был реконструирован в 2006—2011 годах[45], вне связи с заявкой России на проведение ЧМ. Позднее, для приведения стадиона к требованиям FIFA была проведена ещё одна реконструкция стоимостью 7 млрд рублей, завершённая в декабре 2017 года.
- В Волгограде: «Волгоград Арена» (вместимость на время чемпионата — 43 713 зрителей[46]). Главная арена Волгограда построена на месте старого стадиона «Центральный»: новый стадион находится возле Мамаева кургана. Введение в эксплуатацию произошло 3 апреля 2018 года[47].
- В Самаре: «Самара Арена» (вместимость на время чемпионата — 41 970 зрителей[48]). Официально строительство стартовало 21 июля 2014 года. Завершено 21 апреля 2018 года.
- В Нижнем Новгороде: «Стадион Нижний Новгород» (вместимость на время чемпионата — 43 319 зрителей[49]). Работы по возведению стадиона начались в 2015 году, а завершились в декабре 2017 года[50].
- В Саранске: «Мордовия Арена» (вместимость на время чемпионата — 41 685 зрителей[51]). Стадион в Саранске должен был быть введён в эксплуатацию в 2012 году к открытию всероссийской спартакиады, однако планы были скорректированы. Впоследствии открытие стадиона было отложено на 2017 год. Первый матч на арене состоялся 21 апреля 2018 года.
- В Ростове-на-Дону: «Ростов Арена» (вместимость на время чемпионата — 43 472 зрителя[52]). Местом расположения будущего стадиона был выбран левый берег реки Дон. 22 декабря 2017 года строительство стадиона было завершено.
- В Калининграде: «Стадион Калининград» (вместимость на время чемпионата — 33 973 зрителей[53]). Первые сваи были забиты в грунт в сентябре 2015 года. 11 апреля 2018 года состоялся первый матч на новом стадионе.
- В Казани: «Казань Арена» (вместимость на время чемпионата — 42 873 зрителя[54]). Стадион был построен к Всемирной летней Универсиаде-2013. На нём прошли чемпионат мира по водным видам спорта FINA 2015 и Кубок Конфедераций FIFA 2017. Кроме того, стадион является домашней ареной местного ФК «Рубин».
- В Сочи: Стадион «Фишт» (вместимость на время чемпионата — 44 287 зрителей[55]). Это один из 22 стадионов в мировой истории, принимавших открытие и закрытие зимних Олимпийских игр. После Сочи-2014 арену реконструировали к Кубку Конфедераций FIFA 2017 и ЧМ-2018.
- В Санкт-Петербурге: «Стадион Санкт-Петербург» (вместимость на время чемпионата — 64 468 зрителей[56]). Строительство стадиона началось в 2007 году на месте снесённого стадиона имени С. М. Кирова. Официальное окончание — 29 декабря 2016 года[57]. Является домашней ареной петербургского клуба «Зенит». На стадионе проходили матчи Кубка Конфедераций FIFA 2017 и ЧМ-2018, а также игры Чемпионата Европы по футболу UEFA 2020.
- В Москве — два стадиона:

- «Открытие Арена» («Спартак») (вместимость на время чемпионата — 44 190 зрителей). Является домашней ареной клуба «Спартак». В связи с требованиями FIFA на время проведения ЧМ-2018 вместо «Открытия Арены» стадион называется «Спартак». Матч открытия состоялся 5 сентября 2014 года.
- Стадион «Лужники» (вместимость на время чемпионата — 78 011 зрителей). Самый большой стадион страны; его реконструкция началась в 2013 году. Сдан в эксплуатацию в ноябре 2017 года.

Матч открытия прошёл в Москве в «Лужниках», там же состоялся финал ЧМ-2018. Один из полуфинальных матчей был сыгран в Санкт-Петербурге, а другой — в Москве.
| Россия              | Россия | Россия | Россия              |
| Москва              | Санкт-Петербург | Казань | Екатеринбург        |
| ------------------- | --- | --- | ------------------- |
| Лужники             | Санкт-Петербург | Казань Арена | Екатеринбург Арена  |
| Вместимость: 78 011 | Вместимость: 64 468                                                                                                 | Вместимость: 42 873                                                                                                 | Вместимость: 33 061 |
|                     | | |                     |
| Москва              | Москва Санкт-Петербург Калининград Нижний Новгород Казань Самара Волгоград Саранск Сочи Ростов-на-Дону Екатеринбург | Москва Санкт-Петербург Калининград Нижний Новгород Казань Самара Волгоград Саранск Сочи Ростов-на-Дону Екатеринбург | Саранск             |
| Спартак             | Москва Санкт-Петербург Калининград Нижний Новгород Казань Самара Волгоград Саранск Сочи Ростов-на-Дону Екатеринбург | Москва Санкт-Петербург Калининград Нижний Новгород Казань Самара Волгоград Саранск Сочи Ростов-на-Дону Екатеринбург | Мордовия Арена      |
| Вместимость: 44 190 | Москва Санкт-Петербург Калининград Нижний Новгород Казань Самара Волгоград Саранск Сочи Ростов-на-Дону Екатеринбург | Москва Санкт-Петербург Калининград Нижний Новгород Казань Самара Волгоград Саранск Сочи Ростов-на-Дону Екатеринбург | Вместимость: 41 685 |
|                     | Москва Санкт-Петербург Калининград Нижний Новгород Казань Самара Волгоград Саранск Сочи Ростов-на-Дону Екатеринбург | Москва Санкт-Петербург Калининград Нижний Новгород Казань Самара Волгоград Саранск Сочи Ростов-на-Дону Екатеринбург |                     |
| Самара              | Москва Санкт-Петербург Калининград Нижний Новгород Казань Самара Волгоград Саранск Сочи Ростов-на-Дону Екатеринбург | Москва Санкт-Петербург Калининград Нижний Новгород Казань Самара Волгоград Саранск Сочи Ростов-на-Дону Екатеринбург | Сочи                |
| Самара Арена        | Москва Санкт-Петербург Калининград Нижний Новгород Казань Самара Волгоград Саранск Сочи Ростов-на-Дону Екатеринбург | Москва Санкт-Петербург Калининград Нижний Новгород Казань Самара Волгоград Саранск Сочи Ростов-на-Дону Екатеринбург | Фишт                |
| Вместимость: 41 970 | Москва Санкт-Петербург Калининград Нижний Новгород Казань Самара Волгоград Саранск Сочи Ростов-на-Дону Екатеринбург | Москва Санкт-Петербург Калининград Нижний Новгород Казань Самара Волгоград Саранск Сочи Ростов-на-Дону Екатеринбург | Вместимость: 44 287 |
|                     | Москва Санкт-Петербург Калининград Нижний Новгород Казань Самара Волгоград Саранск Сочи Ростов-на-Дону Екатеринбург | Москва Санкт-Петербург Калининград Нижний Новгород Казань Самара Волгоград Саранск Сочи Ростов-на-Дону Екатеринбург |                     |
| Ростов-на-Дону      | Нижний Новгород | Калининград | Волгоград           |
| Ростов Арена        | Нижний Новгород | Калининград | Волгоград Арена     |
| Вместимость: 43 472 | Вместимость: 43 319                                                                                                 | Вместимость: 33 973                                                                                                 | Вместимость: 43 713 |
|                     | | |                     |

В начале августа 2018 года Правительство РФ утвердило концепцию дальнейшего использования построенных к ЧМ стадионов и сопутствующих объектов, нацеленную как на повышение доступности массовых занятий футболом (например, в рамках концепции будет создано 30 футбольных базисных центров для детей), так и на развитие профессионального спорта.

## Символика турнира

### Эмблема
Официальное лого чемпионата мира по футболу 2018 года представлено 28 октября 2014 года в эфире Первого канала в программе «Вечерний Ургант». В представлении символики турнира приняли участие президент ФИФА Йозеф Блаттер, министр спорта России Виталий Мутко и лучший футболист мира 2006 года итальянец Фабио Каннаваро.
В эмблеме ЧМ-2018 угадывается силуэт Кубка мира ФИФА. Покорение космоса, иконопись и любовь к футболу — три составляющие логотипа, говорится в пресс-релизе оргкомитета турнира.

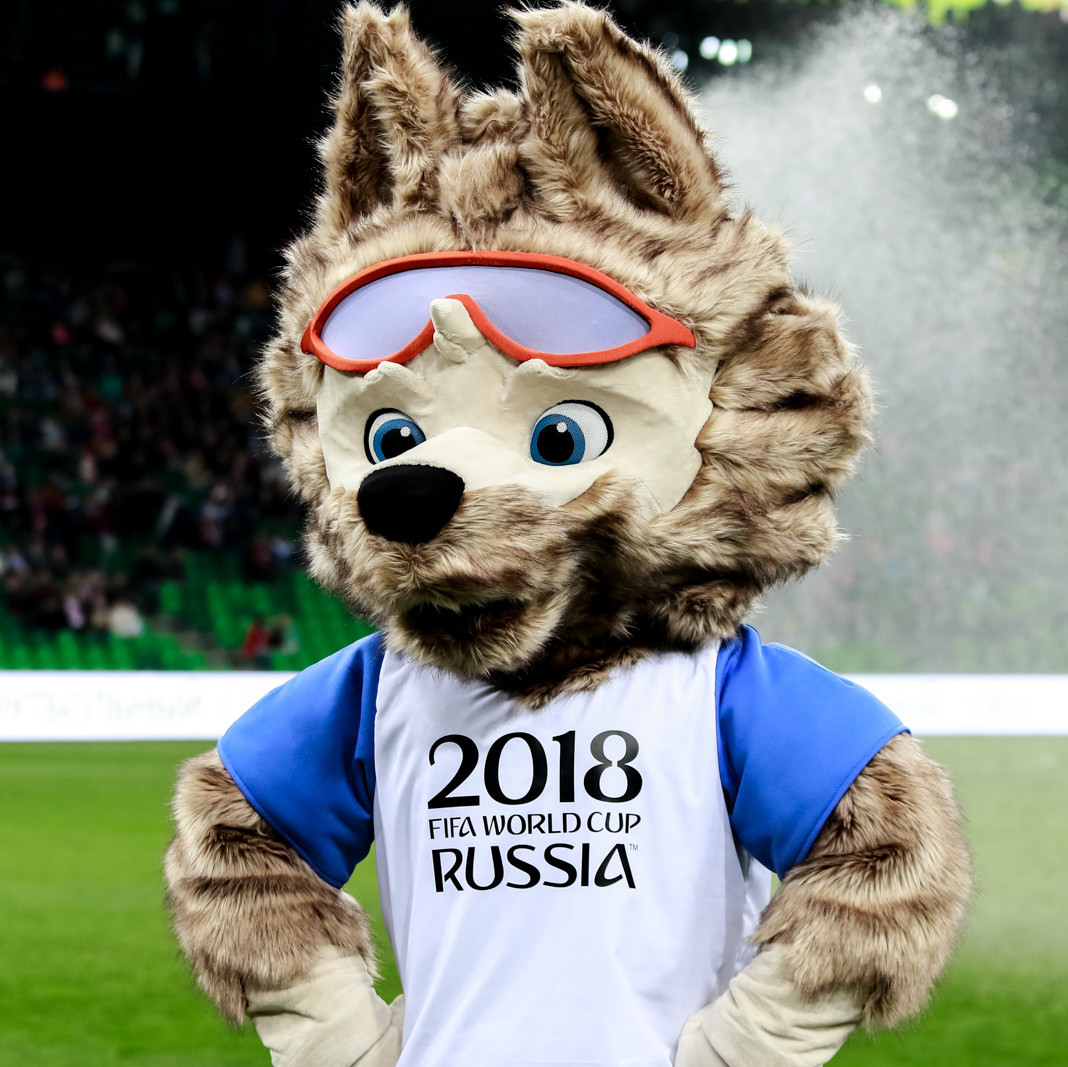
Забивака

### Талисман
Официальным талисманом турнира стал волк Забивака, который был выбран по результатам голосования 22 октября 2016 года в эфире Первого канала в программе «Вечерний Ургант». В презентации участвовали известные футболисты Роналдо (Бразилия) и Звонимир Бобан (Хорватия).
Забивака представляет собой антропоморфного волка с коричнево-белой шерстью и голубыми глазами; одет в сине-белую футболку с надписью чёрного цвета «RUSSIA 2018» и красные шорты; также имеет надетые или сдвинутые на лоб оранжевые спортивные очки. Сочетание белого, синего и красного в одежде символизирует цвета российского флага.
Скульптурные изображения Забиваки были установлены в городах, где проводились матчи ЧМ-2018.

### Гимн

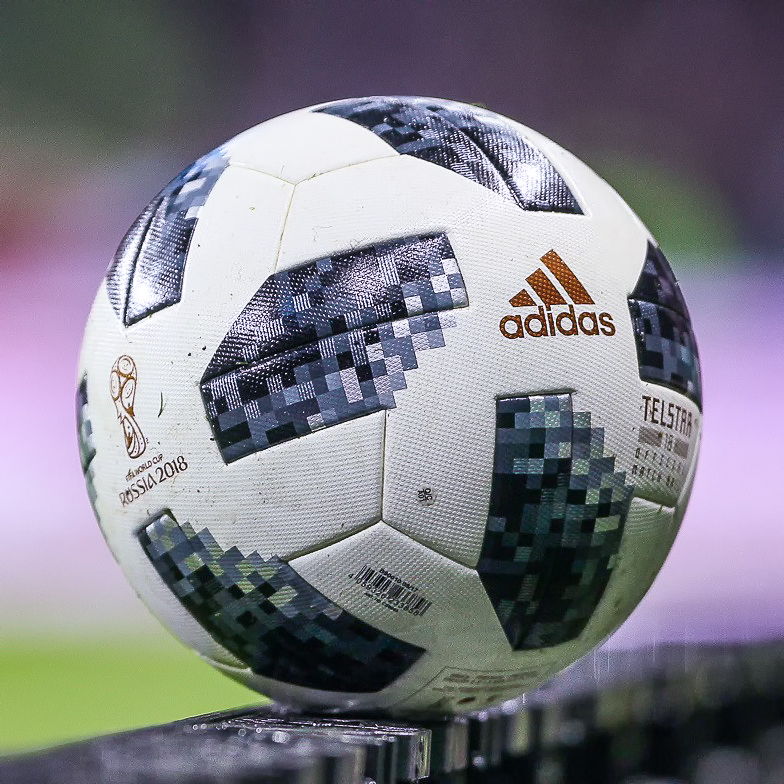
Мяч «Telstar 18»

«Live It Up» — песня пуэрто-риканского певца Ники Джема, исполненная совместно с американским актёром и рэпером Уиллом Смитом и косовской певицей Эрой Истрефи для предстоящего The Official Album of the 2018 FIFA World Cup. Композиция была выбрана официальной песней чемпионата мира по футболу 2018. Дипло выступил продюсером трека, релиз которого состоялся 25 мая 2018 года.

### Официальный мяч
Adidas Telstar 18 — официальный футбольный мяч чемпионата мира 2018. Назван в честь легендарного мяча Adidas Telstar, одного из первых мячей в форме усечённого икосаэдра и первого пятнистого мяча — он лучше одноцветного смотрелся на чёрно-белых телевизорах.
Мяч разработан компанией Adidas, бессменным поставщиком мячей для чемпионатов ФИФА и УЕФА, и производится старым партнёром Adidas, компанией Forward Sports (город Сиалкот, Пакистан).
Мяч презентовал народу Лионель Месси, обладатель Золотого мяча чемпионата мира 2014, в Москве 9 ноября 2017 года. Впоследствии мяч использовался в клубном чемпионате мира 2017.

## Финальный турнир

### Жеребьёвка и посев команд
Жеребьёвка финального турнира, определившая состав групп, состоялась 1 декабря 2017 года в Государственном Кремлёвском дворце.
В ней приняли участие 32 команды. В первую корзину для жеребьёвки попала Россия, как организатор чемпионата, и семь лидирующих команд согласно рейтингу ФИФА от 16 октября 2017 года. Россия заняла автоматически первую строчку в группе A. В остальных семи группах первые строчки заняли семь других команд из корзины 1. Корзины 2, 3 и 4 были также сформированы в соответствии с рейтингом ФИФА от 16 октября 2017 года.

Примечание: Рейтинг ФИФА указан в скобках.
| Корзина 1 | Корзина 2                                                                                              | Корзина 3                                                                                          | Корзина 4 |
| --- | --- | -------------------------------------------------------------------------------------------------- | --- |
| Россия (организатор, 65) Германия (1) Бразилия (2) Португалия (3) Аргентина (4) Бельгия (5) Польша (6) Франция (7) | Испания (8) Перу (10) Швейцария (11) Англия (12) Колумбия (13) Мексика (16) Уругвай (17) Хорватия (18) | Дания (19) Исландия (21) Коста-Рика (22) Швеция (25) Тунис (28) Египет (30) Сенегал (32) Иран (34) | Сербия (38) Нигерия (41) Австралия (43) Япония (44) Марокко (48) Панама (49) Республика Корея (62) Саудовская Аравия (63) |

| Группа A          | Группа B         | Группа C  | Группа D  |
| ----------------- | ---------------- | --------- | --------- |
| Россия            | Португалия       | Франция   | Аргентина |
| Саудовская Аравия | Испания          | Австралия | Исландия  |
| Египет            | Марокко          | Перу      | Хорватия  |
| Уругвай           | Иран             | Дания     | Нигерия   |
|                   |                  |           |           |
| Группа E          | Группа F         | Группа G  | Группа H  |
| Бразилия          | Германия         | Бельгия   | Польша    |
| Швейцария         | Мексика          | Панама    | Сенегал   |
| Коста-Рика        | Швеция           | Тунис     | Колумбия  |
| Сербия            | Республика Корея | Англия    | Япония    |

### Составы команд
Команды сначала должны были представить предварительный список из 30 футболистов. В окончательную заявку на турнир попадают 23 игрока (из них не менее трёх вратарей). В случае травмы игроки в окончательной заявке могли быть заменены не позднее, чем за 24 часа до первого матча команды на турнире.
Для игроков, вошедших в предварительный список из 30 футболистов, был предусмотрен обязательный отдых с 21 по 27 мая 2018 года — кроме тех, кто должен был играть в финале Лиги чемпионов УЕФА 26 мая.
Травмы
Игроки, которые не играли на чемпионате из-за травм:
- Алекс Окслейд-Чемберлен[73] («Ливерпуль», Англия)
- Джозеф Гомес[74] («Ливерпуль», Англия)
- Серхио Ромеро[75] («Манчестер Юнайтед», Англия)
- Мануэль Лансини[76] («Вест Хэм Юнайтед», Англия)
- Дани Алвес[77] («Пари Сен-Жермен», Франция)
- Ларс Штиндль[78] («Боруссия» (Мёнхенгладбах), Германия)
- Ахмед эль-Шенави[79] («Замалек», Египет)
- Франк Фабра[80](«Бока Хуниорс», Аргентина)
- Зухаир Феддаль[81] («Реал Бетис», Испания)
- Данилу Перейра[82] («Порту», Португалия)
- Роланду[83] («Олимпик Марсель», Франция)
- Квон Чхан Хун[84] («Дижон», Франция)
- Александр Кокорин[85] («Зенит» (СПб), Россия)
- Георгий Джикия[86] («Спартак» (Москва), Россия)
- Виктор Васин[87] (ЦСКА (Москва), Россия)
- Константин Рауш[88] («Динамо» (Москва), Россия)
- Юссеф Мсакни[89] («Аль-Духаиль», Катар)
- Лоран Косельни[90] («Арсенал» (Лондон), Англия)
- Матиас Корухо («Пеньяроль», Уругвай)
- Мойзес Симон[91] («Гент», Бельгия)

### Судьи
Список судей, утверждённый ФИФА для обслуживания матчей чемпионата мира Б:
| АФК Наваф Шукралла Алиреза Фагани Мохаммед Абдулла Мохамед Равшан Ирматов Рюдзи Сато КАФ Мехди Абид Шариф Бакари Гассама Гехад Гриша Джанни Сиказве Маланг Дьедиу Бамлак Тессема | КОНКАКАФ Рикардо Монтеро Сесар Рамос Джон Питти Хоэль Агилар Марк Гейгер Джаир Марруфо КОНМЕБОЛ Нестор Питана Сандро Риччи Вильмар Рольдан Энрике Касерес Андрес Кунья Хулио Баскуньян | ОФК Мэттью Конгер Норбер Оата УЕФА Феликс Брых Антонио Матеу Лаос Джанлука Рокки Бьорн Кёйперс Шимон Марциняк Сергей Карасёв Милорад Мажич Дамир Скомина Джюнейт Чакыр Клеман Тюрпен |

### Базовые лагеря участников
Базовые лагеря, которые использовались 32 национальными сборными и на которых они тренировались до и во время турнира чемпионата мира, были объявлены ФИФА 9 февраля 2018 года для каждой участвующей команды
- Австралия: Казань, Республика Татарстан
- Англия: Санкт-Петербург (Зеленогорск)
- Аргентина: Бронницы, Московская область
- Бельгия: Красногорск, Московская область
- Бразилия: Сочи, Краснодарский край
- Германия: Москва
- Дания: Анапа, Краснодарский край
- Египет: Грозный, Чеченская Республика
- Иран: Баковка, Московская область
- Исландия: Геленджик, Краснодарский край
- Испания: Краснодар, Краснодарский край
- Колумбия: Верхний Услон, Республика Татарстан
- Республика Корея: Санкт-Петербург (Ломоносов)
- Коста-Рика: Санкт-Петербург (Павловск)
- Марокко: Воронеж, Воронежская область
- Мексика: Химки, Московская область
- Нигерия: Ессентуки, Ставропольский край
- Панама: Саранск, Республика Мордовия
- Перу: Москва
- Польша: Сочи, Краснодарский край
- Португалия: Раменское, Московская область
- Россия: Химки (Новогорск), Московская область
- Саудовская Аравия: Санкт-Петербург
- Сенегал: Калуга, Калужская область
- Сербия: Светлогорск, Калининградская область
- Тунис: Первомайское, Москва
- Уругвай: Бор, Нижегородская область
- Франция: Истра, Московская область[Прим. 1]
- Хорватия: Рощино, Ленинградская область
- Швейцария: Тольятти, Самарская область
- Швеция: Геленджик, Краснодарский край
- Япония: Казань, Республика Татарстан

## Церемония открытия
Торжественная церемония открытия чемпионата мира началась 14 июня в 17:30 (МСК) на стадионе Лужники. За полтора часа до начала первого матча турнира российская модель Наталья Водянова и испанский вратарь Икер Касильяс представили зрителям главный трофей мундиаля — кубок чемпионата мира ФИФА.
Официально чемпионат открыли президент Российской Федерации Владимир Путин и президент ФИФА Джанни Инфантино.
Солистка Венской оперы Аида Гарифуллина и британский певец Робби Уильямс дуэтом исполнили песню «Angels». Во время исполнения данной композиции на поле были вынесены флаги всех 32 стран — участниц турнира, а бразильский футболист Роналдо вместе с волком Забивакой и одним из мальчиков нанесли символический удар по официальному мячу ЧМ-2018. Послом чемпионата мира от Ростова-на-Дону Викторией Лопырёвой был представлен официальный мяч турнира, который побывал в космосе. Всего в церемонии открытия в «Лужниках» приняли участие около 800 человек. Режиссёром шоу стал Феликс Михайлов. Открытие ЧМ-2018 широко освещалось в прессе и вызвало воодушевление мировой спортивной общественности.
Юные участники Международной детской социальной программой «Футбол для дружбы» из 211 стран и регионов приняли непосредственное участие в церемонии открытия Чемпионата мира по футболу на стадионе «Лужники». Во время исполнения песни «Angels» участники шестого сезона F4F подняли на трибунах главной спортивной арены России флаги своих стран и регионов, участвовавших в программе в этом году.

## Групповой этап

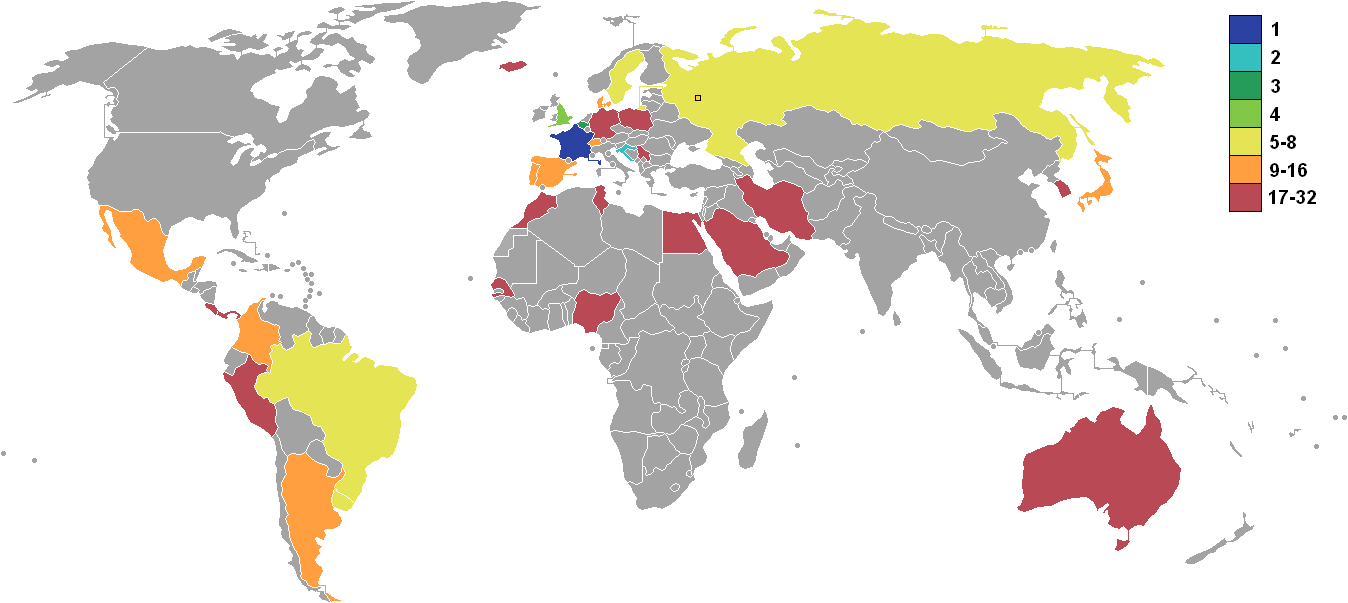
Чемпион
Серебряный призёр
Бронзовый призёр
4-е место
Четвертьфиналисты
1/8 финала
Групповой этап

Группа A
Группа B
Группа C
Группа D
Группа E
Группа F
Группа G
Группа H

### Критерии классификации команд
Места команд в группах определяются следующими правилами:
1. Общее количество очков, набранных во всех групповых матчах;
2. Разница забитых и пропущенных мячей во всех групповых матчах;
3. Количество голов, забитых во всех групповых матчах;

Если две или более команды имеют равные показатели по критериям, перечисленным выше, их места определяются нижеперечисленными дополнительными критериями:
1. Очки, набранные в матчах группового этапа между рассматриваемыми командами;
2. Разница забитых и пропущенных мячей в матчах группового этапа между рассматриваемыми командами;
3. Количество голов, забитых в матчах группового этапа между рассматриваемыми командами;
4. Очки фейр-плей   - Первая жёлтая карточка: минус 1 очко;
  - Непрямая красная карточка (вторая жёлтая карточка): минус 3 очка;
  - Прямая красная карточка: минус 4 очка;
  - Жёлтая карточка и прямая красная карточка: минус 5 очков;
5. Жеребьёвка организационным комитетом FIFA.

### Группа A
| Поз | Команда           | И | В | Н | П | МЗ | МП | РМ | О | Квалификация     |
| --- | ----------------- | - | - | - | - | -- | -- | -- | - | ---------------- |
| 1   | Уругвай           | 3 | 3 | 0 | 0 | 5  | 0  | +5 | 9 | Выход в плей-офф |
| 2   | Россия (Х)        | 3 | 2 | 0 | 1 | 8  | 4  | +4 | 6 | Выход в плей-офф |
| 3   | Саудовская Аравия | 3 | 1 | 0 | 2 | 2  | 7  | −5 | 3 |                  |
| 4   | Египет            | 3 | 0 | 0 | 3 | 2  | 6  | −4 | 0 |                  |

| Россия                                                         | 5:0     | Саудовская Аравия |
| -------------------------------------------------------------- | ------- | ----------------- |
| Газинский 12′ · Черышев 43′, 90+1′ · Дзюба 71′ · Головин 90+4′ | (отчёт) |                   |

| Египет | 0:1     | Уругвай     |
| ------ | ------- | ----------- |
|        | (отчёт) | Хименес 89′ |

| Россия                                     | 3:1     | Египет           |
| ------------------------------------------ | ------- | ---------------- |
| Фатхи 47′ (авт.) · Черышев 59′ · Дзюба 62′ | (отчёт) | Салах 73′ (пен.) |

| Уругвай    | 1:0     | Саудовская Аравия |
| ---------- | ------- | ----------------- |
| Суарес 23′ | (отчёт) |                   |

| Уругвай                                      | 3:0     | Россия |
| -------------------------------------------- | ------- | ------ |
| Суарес 10′ · Черышев 23′ (авт.) · Кавани 90′ | (отчёт) |        |

| Саудовская Аравия                           | 2:1     | Египет    |
| ------------------------------------------- | ------- | --------- |
| аль-Фарадж 45+6′ (пен.) · аль-Давсари 90+5′ | (отчёт) | Салах 22′ |

### Группа B
| Поз | Команда    | И | В | Н | П | МЗ | МП | РМ | О | Квалификация     |
| --- | ---------- | - | - | - | - | -- | -- | -- | - | ---------------- |
| 1   | Испания    | 3 | 1 | 2 | 0 | 6  | 5  | +1 | 5 | Выход в плей-офф |
| 2   | Португалия | 3 | 1 | 2 | 0 | 5  | 4  | +1 | 5 | Выход в плей-офф |
| 3   | Иран       | 3 | 1 | 1 | 1 | 2  | 2  | 0  | 4 |                  |
| 4   | Марокко    | 3 | 0 | 1 | 2 | 2  | 4  | −2 | 1 |                  |

| Марокко | 0:1     | Иран                  |
| ------- | ------- | --------------------- |
|         | (отчёт) | Бухаддуз 90+5′ (авт.) |

| Португалия                  | 3:3     | Испания                   |
| --------------------------- | ------- | ------------------------- |
| Роналду 4′ (пен.), 44′, 88′ | (отчёт) | Коста 24′, 55′ · Начо 58′ |

| Португалия | 1:0     | Марокко |
| ---------- | ------- | ------- |
| Роналду 4′ | (отчёт) |         |

| Иран | 0:1     | Испания   |
| ---- | ------- | --------- |
|      | (отчёт) | Коста 54′ |

| Иран                    | 1:1     | Португалия   |
| ----------------------- | ------- | ------------ |
| Ансарифард 90+3′ (пен.) | (отчёт) | Куарежма 45′ |

| Испания                | 2:2     | Марокко                    |
| ---------------------- | ------- | -------------------------- |
| Иско 19′ · Аспас 90+1′ | (отчёт) | Бутаиб 14′ · Эн-Несири 81′ |

### Группа C
| Поз | Команда   | И | В | Н | П | МЗ | МП | РМ | О | Квалификация     |
| --- | --------- | - | - | - | - | -- | -- | -- | - | ---------------- |
| 1   | Франция   | 3 | 2 | 1 | 0 | 3  | 1  | +2 | 7 | Выход в плей-офф |
| 2   | Дания     | 3 | 1 | 2 | 0 | 2  | 1  | +1 | 5 | Выход в плей-офф |
| 3   | Перу      | 3 | 1 | 0 | 2 | 2  | 2  | 0  | 3 |                  |
| 4   | Австралия | 3 | 0 | 1 | 2 | 2  | 5  | −3 | 1 |                  |

| Франция                                | 2:1     | Австралия         |
| -------------------------------------- | ------- | ----------------- |
| Гризманн 58′ (пен.) · Бехич 81′ (авт.) | (отчёт) | Единак 62′ (пен.) |

| Перу | 0:1     | Дания        |
| ---- | ------- | ------------ |
|      | (отчёт) | Поульсен 59′ |

| Дания      | 1:1     | Австралия         |
| ---------- | ------- | ----------------- |
| Эриксен 7′ | (отчёт) | Единак 38′ (пен.) |

| Франция    | 1:0     | Перу |
| ---------- | ------- | ---- |
| Мбаппе 34′ | (отчёт) |      |

| Дания | 0:0     | Франция |
| ----- | ------- | ------- |
|       | (отчёт) |         |

| Австралия | 0:2     | Перу                       |
| --------- | ------- | -------------------------- |
|           | (отчёт) | Каррильо 18′ · Герреро 50′ |

### Группа D
| Поз | Команда   | И | В | Н | П | МЗ | МП | РМ | О | Квалификация     |
| --- | --------- | - | - | - | - | -- | -- | -- | - | ---------------- |
| 1   | Хорватия  | 3 | 3 | 0 | 0 | 7  | 1  | +6 | 9 | Выход в плей-офф |
| 2   | Аргентина | 3 | 1 | 1 | 1 | 3  | 5  | −2 | 4 | Выход в плей-офф |
| 3   | Нигерия   | 3 | 1 | 0 | 2 | 3  | 4  | −1 | 3 |                  |
| 4   | Исландия  | 3 | 0 | 1 | 2 | 2  | 5  | −3 | 1 |                  |

| Аргентина  | 1:1     | Исландия        |
| ---------- | ------- | --------------- |
| Агуэро 19′ | (отчёт) | Финнбогасон 23′ |

| Хорватия                             | 2:0     | Нигерия |
| ------------------------------------ | ------- | ------- |
| Этебо 32′ (авт.) · Модрич 71′ (пен.) | (отчёт) |         |

| Аргентина | 0:3     | Хорватия                               |
| --------- | ------- | -------------------------------------- |
|           | (отчёт) | Ребич 53′ · Модрич 80′ · Ракитич 90+1′ |

| Нигерия       | 2:0     | Исландия |
| ------------- | ------- | -------- |
| Муса 49′, 75′ | (отчёт) |          |

| Нигерия          | 1:2     | Аргентина            |
| ---------------- | ------- | -------------------- |
| Мозес 51′ (пен.) | (отчёт) | Месси 14′ · Рохо 86′ |

| Исландия                 | 1:2     | Хорватия                 |
| ------------------------ | ------- | ------------------------ |
| Г. Сигурдссон 76′ (пен.) | (отчёт) | Бадель 53′ · Перишич 90′ |

### Группа E
| Поз | Команда    | И | В | Н | П | МЗ | МП | РМ | О |                  |
| --- | ---------- | - | - | - | - | -- | -- | -- | - | ---------------- |
| 1   | Бразилия   | 3 | 2 | 1 | 0 | 5  | 1  | +4 | 7 | Выход в плей-офф |
| 2   | Швейцария  | 3 | 1 | 2 | 0 | 5  | 4  | +1 | 5 | Выход в плей-офф |
| 3   | Сербия     | 3 | 1 | 0 | 2 | 2  | 4  | −2 | 3 |                  |
| 4   | Коста-Рика | 3 | 0 | 1 | 2 | 2  | 5  | −3 | 1 |                  |

| Коста-Рика | 0:1     | Сербия      |
| ---------- | ------- | ----------- |
|            | (отчёт) | Коларов 56′ |

| Бразилия     | 1:1     | Швейцария |
| ------------ | ------- | --------- |
| Коутиньо 20′ | (отчёт) | Цубер 50′ |

| Бразилия                      | 2:0     | Коста-Рика |
| ----------------------------- | ------- | ---------- |
| Коутиньо 90+1′ · Неймар 90+7′ | (отчёт) |            |

| Сербия      | 1:2     | Швейцария              |
| ----------- | ------- | ---------------------- |
| Митрович 5′ | (отчёт) | Джака 52′ · Шакири 90′ |

| Сербия | 0:2     | Бразилия                       |
| ------ | ------- | ------------------------------ |
|        | (отчёт) | Паулиньо 36′ · Тиагу Силва 68′ |

| Швейцария                | 2:2     | Коста-Рика                       |
| ------------------------ | ------- | -------------------------------- |
| Джемайли 31′ · Дрмич 88′ | (отчёт) | Уостон 56′ · Зоммер 90+3′ (авт.) |

### Группа F
| Поз | Команда          | И | В | Н | П | МЗ | МП | РМ | О | Квалификация     |
| --- | ---------------- | - | - | - | - | -- | -- | -- | - | ---------------- |
| 1   | Швеция           | 3 | 2 | 0 | 1 | 5  | 2  | +3 | 6 | Выход в плей-офф |
| 2   | Мексика          | 3 | 2 | 0 | 1 | 3  | 4  | −1 | 6 | Выход в плей-офф |
| 3   | Республика Корея | 3 | 1 | 0 | 2 | 3  | 3  | 0  | 3 |                  |
| 4   | Германия         | 3 | 1 | 0 | 2 | 2  | 4  | −2 | 3 |                  |

| Германия | 0:1     | Мексика    |
| -------- | ------- | ---------- |
|          | (отчёт) | Лосано 35′ |

| Швеция               | 1:0     | Республика Корея |
| -------------------- | ------- | ---------------- |
| Гранквист 65′ (пен.) | (отчёт) |                  |

| Республика Корея  | 1:2     | Мексика                        |
| ----------------- | ------- | ------------------------------ |
| Сон Хын Мин 90+3′ | (отчёт) | Вела 26′ (пен.) · Эрнандес 66′ |

| Германия               | 2:1     | Швеция       |
| ---------------------- | ------- | ------------ |
| Ройс 48′ · Кроос 90+5′ | (отчёт) | Тойвонен 32′ |

| Республика Корея                      | 2:0     | Германия |
| ------------------------------------- | ------- | -------- |
| Ким Ён Гвон 90+2′ · Сон Хын Мин 90+6′ | (отчёт) |          |

| Мексика | 0:3     | Швеция                                                        |
| ------- | ------- | ------------------------------------------------------------- |
|         | (отчёт) | Аугустинссон 50′ · Гранквист 62′ (пен.) · Альварес 74′ (авт.) |

### Группа G
| Поз | Команда | И | В | Н | П | МЗ | МП | РМ | О | Квалификация     |
| --- | ------- | - | - | - | - | -- | -- | -- | - | ---------------- |
| 1   | Бельгия | 3 | 3 | 0 | 0 | 9  | 2  | +7 | 9 | Выход в плей-офф |
| 2   | Англия  | 3 | 2 | 0 | 1 | 8  | 3  | +5 | 6 | Выход в плей-офф |
| 3   | Тунис   | 3 | 1 | 0 | 2 | 5  | 8  | −3 | 3 |                  |
| 4   | Панама  | 3 | 0 | 0 | 3 | 2  | 11 | −9 | 0 |                  |

| Бельгия                       | 3:0     | Панама |
| ----------------------------- | ------- | ------ |
| Мертенс 47′ · Лукаку 69′, 75′ | (отчёт) |        |

| Тунис            | 1:2     | Англия          |
| ---------------- | ------- | --------------- |
| Сасси 35′ (пен.) | (отчёт) | Кейн 11′, 90+1′ |

| Бельгия                                                   | 5:2     | Тунис                   |
| --------------------------------------------------------- | ------- | ----------------------- |
| Э. Азар 6′ (пен.), 51′ · Лукаку 16′, 45+3′ · Батшуайи 90′ | (отчёт) | Бронн 18′ · Хазри 90+3′ |

| Англия                                                            | 6:1     | Панама    |
| ----------------------------------------------------------------- | ------- | --------- |
| Стоунз 8′, 40′ · Кейн 22′ (пен.), 45+1′ (пен.), 62′ · Лингард 36′ | (отчёт) | Балой 78′ |

| Англия | 0:1     | Бельгия    |
| ------ | ------- | ---------- |
|        | (отчёт) | Янузай 51′ |

| Панама           | 1:2     | Тунис                     |
| ---------------- | ------- | ------------------------- |
| Мерья 33′ (авт.) | (отчёт) | Бен-Юссеф 51′ · Хазри 66′ |

### Группа H
| Поз | Команда  | И | В | Н | П | МЗ | МП | РМ | О | Квалификация     |
| --- | -------- | - | - | - | - | -- | -- | -- | - | ---------------- |
| 1   | Колумбия | 3 | 2 | 0 | 1 | 5  | 2  | +3 | 6 | Выход в плей-офф |
| 2   | Япония   | 3 | 1 | 1 | 1 | 4  | 4  | 0  | 4 | Выход в плей-офф |
| 3   | Сенегал  | 3 | 1 | 1 | 1 | 4  | 4  | 0  | 4 |                  |
| 4   | Польша   | 3 | 1 | 0 | 2 | 2  | 5  | −3 | 3 |                  |

1. 1 2  Очки фейр-плей: Япония −4 очка, Сенегал −6 очков.

| Колумбия    | 1:2     | Япония                       |
| ----------- | ------- | ---------------------------- |
| Кинтеро 39′ | (отчёт) | Кагава 6′ (пен.) · Осако 73′ |

| Польша       | 1:2     | Сенегал                      |
| ------------ | ------- | ---------------------------- |
| Крыховяк 86′ | (отчёт) | Чонек 37′ (авт.) · Ньянг 60′ |

| Япония               | 2:2     | Сенегал             |
| -------------------- | ------- | ------------------- |
| Инуи 34′ · Хонда 78′ | (отчёт) | Мане 11′ · Ваге 71′ |

| Польша | 0:3     | Колумбия                              |
| ------ | ------- | ------------------------------------- |
|        | (отчёт) | Мина 40′ · Фалькао 70′ · Куадрадо 75′ |

| Япония | 0:1     | Польша       |
| ------ | ------- | ------------ |
|        | (отчёт) | Беднарек 59′ |

| Сенегал | 0:1     | Колумбия |
| ------- | ------- | -------- |
|         | (отчёт) | Мина 74′ |

## Плей-офф

### Сетка
|  | 1/8 финала                | 1/8 финала      |                            |       | 1/4 финала        | 1/4 финала        |                           |                           | Полуфиналы | Полуфиналы |  |  | Финал | Финал |
|  |                           |                 |                            |       |                   |                   |                           |                           |            |            |  |  |       |       |
|  | 30 июня — Сочи            |                 |                            |       |                   |                   |                           |                           |            |            |  |  |       |       |
|  |                           |                 |                            |       |                   |                   |                           |                           |            |            |  |  |       |       |
|  | Уругвай                   | 2               |                            |       |                   |                   |                           |                           |            |            |  |  |       |       |
|  | Уругвай                   | 2               | 6 июля — Нижний Новгород   |       |                   |                   |                           |                           |            |            |  |  |       |       |
|  | Португалия                | 1               |                            |       |                   |                   |                           |                           |            |            |  |  |       |       |
|  | Португалия                | 1               | Уругвай                    | 0     |                   |                   |                           |                           |            |            |  |  |       |       |
|  | 30 июня — Казань          |                 | Уругвай                    | 0     |                   |                   |                           |                           |            |            |  |  |       |       |
|  |                           | Франция         | 2                          |       |                   |                   |                           |                           |            |            |  |  |       |       |
|  | Франция                   | Франция         | 2                          | 4     |                   |                   |                           |                           |            |            |  |  |       |       |
|  | Франция                   |                 | 10 июля — Санкт-Петербург  | 4     |                   |                   |                           |                           |            |            |  |  |       |       |
|  | Аргентина                 | 3               |                            |       |                   |                   |                           |                           |            |            |  |  |       |       |
|  | Аргентина                 | 3               | Франция                    | 1     |                   |                   |                           |                           |            |            |  |  |       |       |
|  | 2 июля — Самара           |                 | Франция                    | 1     |                   |                   |                           |                           |            |            |  |  |       |       |
|  |                           | Бельгия         | 0                          |       |                   |                   |                           |                           |            |            |  |  |       |       |
|  | Бразилия                  | Бельгия         | 0                          | 2     |                   |                   |                           |                           |            |            |  |  |       |       |
|  | Бразилия                  | 6 июля — Казань |                            | 2     |                   |                   |                           |                           |            |            |  |  |       |       |
|  | Мексика                   | 0               |                            |       |                   |                   |                           |                           |            |            |  |  |       |       |
|  | Мексика                   | 0               | Бразилия                   | 1     |                   |                   |                           |                           |            |            |  |  |       |       |
|  | 2 июля — Ростов-на-Дону   |                 | Бразилия                   | 1     |                   |                   |                           |                           |            |            |  |  |       |       |
|  |                           | Бельгия         | 2                          |       |                   |                   |                           |                           |            |            |  |  |       |       |
|  | Бельгия                   | Бельгия         | 2                          | 3     |                   |                   |                           |                           |            |            |  |  |       |       |
|  | Бельгия                   |                 | 15 июля — Москва (Лужники) | 3     |                   |                   |                           |                           |            |            |  |  |       |       |
|  | Япония                    | 2               |                            |       |                   |                   |                           |                           |            |            |  |  |       |       |
|  | Япония                    | 2               | Франция                    | 4     |                   |                   |                           |                           |            |            |  |  |       |       |
|  | 1 июля — Москва (Лужники) |                 | Франция                    | 4     |                   |                   |                           |                           |            |            |  |  |       |       |
|  |                           | Хорватия        | 2                          |       |                   |                   |                           |                           |            |            |  |  |       |       |
|  | Испания                   | Хорватия        | 2                          | 1 (3) |                   |                   |                           |                           |            |            |  |  |       |       |
|  | Испания                   | 7 июля — Сочи   |                            | 1 (3) |                   |                   |                           |                           |            |            |  |  |       |       |
|  | Россия (пен.)             | 1 (4)           |                            |       |                   |                   |                           |                           |            |            |  |  |       |       |
|  | Россия (пен.)             | 1 (4)           | Россия                     | 2 (3) |                   |                   |                           |                           |            |            |  |  |       |       |
|  | 1 июля — Нижний Новгород  |                 | Россия                     | 2 (3) |                   |                   |                           |                           |            |            |  |  |       |       |
|  |                           | Хорватия (пен.) | 2 (4)                      |       |                   |                   |                           |                           |            |            |  |  |       |       |
|  | Хорватия (пен.)           | Хорватия (пен.) | 2 (4)                      | 1 (3) |                   |                   |                           |                           |            |            |  |  |       |       |
|  | Хорватия (пен.)           |                 | 11 июля — Москва (Лужники) | 1 (3) |                   |                   |                           |                           |            |            |  |  |       |       |
|  | Дания                     | 1 (2)           |                            |       |                   |                   |                           |                           |            |            |  |  |       |       |
|  | Дания                     | 1 (2)           | Хорватия (д. в.)           | 2     |                   |                   |                           |                           |            |            |  |  |       |       |
|  | 3 июля — Санкт-Петербург  |                 | Хорватия (д. в.)           | 2     |                   |                   |                           |                           |            |            |  |  |       |       |
|  |                           | Англия          | 1                          |       | Матч за 3-е место | Матч за 3-е место |                           |                           |            |            |  |  |       |       |
|  | Швеция                    | Англия          | 1                          | 1     | Матч за 3-е место | Матч за 3-е место |                           |                           |            |            |  |  |       |       |
|  | Швеция                    | 7 июля — Самара | 7 июля — Самара            | 1     |                   |                   | 14 июля — Санкт-Петербург | 14 июля — Санкт-Петербург |            |            |  |  |       |       |
|  | Швейцария                 | 7 июля — Самара | 7 июля — Самара            | 0     |                   |                   | 14 июля — Санкт-Петербург | 14 июля — Санкт-Петербург |            |            |  |  |       |       |
|  | Швейцария                 | Швеция          | 0                          | 0     | Бельгия           | 2                 |                           |                           |            |            |  |  |       |       |
|  | 3 июля — Москва (Спартак) | Швеция          | 0                          |       | Бельгия           | 2                 |                           |                           |            |            |  |  |       |       |
|  |                           | Англия          | 2                          |       | Англия            | 0                 |                           |                           |            |            |  |  |       |       |
|  | Колумбия                  | Англия          | 2                          | 1 (3) | Англия            | 0                 |                           |                           |            |            |  |  |       |       |
|  | Колумбия                  |                 |                            | 1 (3) |                   |                   |                           |                           |            |            |  |  |       |       |
|  | Англия (пен.)             | 1 (4)           |                            |       |                   |                   |                           |                           |            |            |  |  |       |       |
|  | Англия (пен.)             | 1 (4)           |                            |       |                   |                   |                           |                           |            |            |  |  |       |       |

### 1/8 финала
| Франция                                           | 4:3     | Аргентина                                 |
| ------------------------------------------------- | ------- | ----------------------------------------- |
| Гризманн 13′ (пен.) · Павар 57′ · Мбаппе 64′, 68′ | (отчёт) | Ди Мария 41′ · Меркадо 48′ · Агуэро 90+3′ |

| Уругвай        | 2:1     | Португалия |
| -------------- | ------- | ---------- |
| Кавани 7′, 62′ | (отчёт) | Пепе 55′   |

| Испания                               | 1:1 (доп. вр.) | Россия                                 |
| ------------------------------------- | -------------- | -------------------------------------- |
| Игнашевич 12′ (авт.)                  | (отчёт)        | Дзюба 41′ (пен.)                       |
| Пенальти                              |                |                                        |
| Иньеста · Пике · Коке · Рамос · Аспас | 3:4            | Смолов · Игнашевич · Головин · Черышев |

| Хорватия                                       | 1:1 (доп. вр.) | Дания                                            |
| ---------------------------------------------- | -------------- | ------------------------------------------------ |
| Манджукич 4′                                   | (отчёт)        | М. Йёргенсен 1′                                  |
| Пенальти                                       |                |                                                  |
| Бадель · Крамарич · Модрич · Пиварич · Ракитич | 3:2            | Эриксен · Кьер · Крон-Дели · Шёне · Н. Йёргенсен |

| Бразилия                 | 2:0     | Мексика |
| ------------------------ | ------- | ------- |
| Неймар 51′ · Фирмино 88′ | (отчёт) |         |

| Бельгия                                    | 3:2     | Япония                  |
| ------------------------------------------ | ------- | ----------------------- |
| Вертонген 69′ · Феллайни 74′ · Шадли 90+4′ | (отчёт) | Харагути 48′ · Инуи 52′ |

| Швеция       | 1:0     | Швейцария |
| ------------ | ------- | --------- |
| Форсберг 66′ | (отчёт) |           |

| Колумбия                                     | 1:1 (доп. вр.) | Англия                                        |
| -------------------------------------------- | -------------- | --------------------------------------------- |
| Мина 90+3′                                   | (отчёт)        | Кейн 57′ (пен.)                               |
| Пенальти                                     |                |                                               |
| Фалькао · Куадрадо · Мурьель · Урибе · Бакка | 3:4            | Кейн · Рашфорд · Хендерсон · Триппьер · Дайер |

### 1/4 финала
| Уругвай | 0:2     | Франция                  |
| ------- | ------- | ------------------------ |
|         | (отчёт) | Варан 40′ · Гризманн 61′ |

| Бразилия    | 1:2     | Бельгия                                |
| ----------- | ------- | -------------------------------------- |
| Аугусто 76′ | (отчёт) | Фернандиньо 13′ (авт.) · Де Брёйне 31′ |

| Швеция | 0:2     | Англия                 |
| ------ | ------- | ---------------------- |
|        | (отчёт) | Магуайр 30′ · Алли 59′ |

| Россия                                            | 2:2 (доп. вр.) | Хорватия                                     |
| ------------------------------------------------- | -------------- | -------------------------------------------- |
| Черышев 31′ · Фернандес 115′                      | (отчёт)        | Крамарич 39′ · Вида 101′                     |
| Пенальти                                          |                |                                              |
| Смолов · Дзагоев · Фернандес · Игнашевич · Кузяев | 3:4            | Брозович · Ковачич · Модрич · Вида · Ракитич |

### Полуфиналы
| Франция    | 1:0     | Бельгия |
| ---------- | ------- | ------- |
| Умтити 51′ | (отчёт) |         |

| Хорватия                     | 2:1 (доп. вр.) | Англия      |
| ---------------------------- | -------------- | ----------- |
| Перишич 68′ · Манджукич 109′ | (отчёт)        | Триппьер 5′ |

### Матч за 3-е место
| Бельгия             | 2:0     | Англия |
| ------------------- | ------- | ------ |
| Мёнье 4′ · Азар 82′ | (отчёт) |        |

### Финал
| Франция                                                               | 4:2     | Хорватия                      |
| --------------------------------------------------------------------- | ------- | ----------------------------- |
| - Манджукич 18′ (авт.) - Гризманн 38′ (пен.) - Погба 59′ - Мбаппе 65′ | (отчёт) | - Перишич 28′ - Манджукич 69′ |

## Чемпион
| Чемпион мира по футболу 2018 |
| Франция Второй титул         |

## Статистика

### Бомбардиры
Примечание: В скобках указано, сколько голов из общего числа забито с пенальти.
6 голов
- Гарри Кейн (3)

4 гола
- Ромелу Лукаку
- Криштиану Роналду (1)
- Денис Черышев
- Антуан Гризманн (3)
- Килиан Мбаппе

3 гола
- Эден Азар (1)
- Диего Коста
- Ерри Мина
- Артём Дзюба (1)
- Эдинсон Кавани
- Марио Манджукич
- Иван Перишич

2 гола
- Миле Единак (2)
- Джон Стоунз
- Серхио Агуэро
- Филиппе Коутиньо
- Неймар
- Мохамед Салах (1)
- Ахмед Муса
- Сон Хын Мин
- Вахби Хазри
- Луис Суарес
- Лука Модрич (1)
- Андреас Гранквист (2)
- Такаси Инуи

1 гол
- Деле Алли
- Джесси Лингард
- Гарри Магуайр
- Киран Триппьер
- Анхель Ди Мария
- Габриэль Меркадо
- Лионель Месси
- Маркос Рохо
- Миши Батшуайи
- Ян Вертонген
- Кевин Де Брёйне
- Дрис Мертенс
- Тома Мёнье
- Маруан Феллайни
- Насер Шадли
- Аднан Янузай
- Ренато Аугусто
- Паулиньо
- Тиагу Силва
- Роберто Фирмино
- Тони Кроос
- Марко Ройс
- Матиас Йёргенсен
- Юссуф Поульсен
- Кристиан Эриксен
- Карим Ансарифард (1)
- Гильфи Сигурдссон (1)
- Альвред Финнбогасон
- Яго Аспас
- Иско
- Начо
- Радамель Фалькао
- Хуан Кинтеро
- Хуан Куадрадо
- Кендалл Уостон
- Халид Бутаиб
- Юссеф Эн-Несири
- Карлос Вела (1)
- Ирвинг Лосано
- Хавьер Эрнандес
- Виктор Мозес (1)
- Фелипе Балой
- Андре Каррильо
- Паоло Герреро
- Ян Беднарек
- Гжегож Крыховяк
- Рикарду Куарежма
- Пепе
- Ким Ён Гвон
- Юрий Газинский
- Александр Головин
- Марио Фернандес
- Салим аль-Давсари
- Салман аль-Фарадж (1)
- Мбайе Ньянг
- Садио Мане
- Мусса Ваге
- Александар Коларов
- Александар Митрович
- Фахреддин Бен-Юссеф
- Дилан Бронн
- Ферджани Сасси (1)
- Хосе Хименес
- Рафаэль Варан
- Бенжамен Павар
- Поль Погба
- Самюэль Умтити
- Милан Бадель
- Домагой Вида
- Андрей Крамарич
- Иван Ракитич
- Анте Ребич
- Гранит Джака
- Блерим Джемайли
- Йосип Дрмич
- Стивен Цубер
- Джердан Шакири
- Людвиг Аугустинссон
- Ула Тойвонен
- Эмиль Форсберг
- Синдзи Кагава (1)
- Юя Осако
- Гэнки Харагути
- Кэйсукэ Хонда

Автоголы
- Азиз Бехич (в матче против  Франции)
- Фернандиньо (в матче против  Бельгии)
- Ахмед Фатхи (в матче против  России)
- Азиз Бухаддуз (в матче против  Ирана)
- Эдсон Альварес (в матче против  Швеции)
- Огенекаро Этебо (в матче против  Хорватии)
- Тиагу Чонек (в матче против  Сенегала)
- Сергей Игнашевич (в матче против  Испании)
- Денис Черышев (в матче против  Уругвая)
- Яссин Мерья (в матче против  Панамы)
- Марио Манджукич (в матче против  Франции)
- Янн Зоммер (в матче против  Коста-Рики)

### Авторы голевых передач
2 голевых передачи
- Эвер Банега
- Лионель Месси
- Эден Азар
- Кевин Де Брёйне
- Тома Мёнье
- Юри Тилеманс
- Филиппе Коутиньо
- Хуан Кинтеро
- Хамес Родригес
- Артём Дзюба
- Александр Головин
- Вахби Хазри
- Карлос Санчес
- Антуан Гризманн
- Люка Эрнандес
- Виктор Классон

1 голевая передача
- Джесси Лингард
- Рубен Лофтус-Чик
- Гарри Магуайр
- Рахим Стерлинг
- Киран Триппьер
- Эшли Янг
- Габриэль Меркадо
- Маркос Рохо
- Тоби Алдервейрелд
- Ромелу Лукаку
- Дрис Мертенс
- Насер Шадли
- Виллиан
- Габриэл Жезус
- Дуглас Коста
- Неймар
- Марио Гомес
- Марко Ройс
- Томас Дилейни
- Николай Йёргенсен
- Кристиан Эриксен
- Абдаллах Саид
- Файсал Фаджр
- Серхио Бускетс
- Андрес Иньеста
- Даниэль Карвахаль
- Хуан Куадрадо
- Жоэль Кэмпбелл
- Ирвинг Лосано
- Хавьер Эрнандес
- Виктор Мозес
- Кеннет Омеруо
- Рикардо Авила
- Паоло Герреро
- Йосимар Йотун
- Камиль Гросицкий
- Рафал Кужава
- Гонсалу Гедеш
- Рафаэл Геррейру
- Жоау Моутинью
- Адриен Силва
- Ли Джэ Сон
- Чу Се Чон
- Алан Дзагоев
- Роман Зобнин
- Марио Фернандес
- Илья Кутепов
- Абдуллах Утаиф
- Мбайе Ньянг
- Душан Тадич
- Хамди Наггез
- Уссама Хаддади
- Родриго Бентанкур
- Луис Суарес
- Оливье Жиру
- Корантен Толиссо
- Милан Бадель
- Марцело Брозович
- Домагой Вида
- Шиме Врсалько
- Матео Ковачич
- Лука Модрич
- Марио Манджукич
- Иван Перишич
- Йосип Пиварич
- Марио Гавранович
- Денис Закариа
- Джердан Шакири
- Брель Эмболо
- Ула Тойвонен
- Такаси Инуи
- Синдзи Кагава
- Юто Нагатомо
- Гаку Сибасаки
- Кэйсукэ Хонда

### Дисквалификации
Футболист, получивший красную карточку или набравший в различных матчах две жёлтые, пропускает следующую игру. В случае выбывания сборной после этапа, на котором началась дисквалификация игрока, размер санкции определяется дополнительно.
| Футболист           | Команда          | Нарушения                                               | Пропущенные матчи                  |
| ------------------- | ---------------- | ------------------------------------------------------- | ---------------------------------- |
| Карлос Санчес       | Колумбия         | в группе Н против Японии                                | в группе Н против Польши           |
| Юссуф Поульсен      | Дания            | в группе С против Перу в группе С против Австралии      | в группе С против Франции          |
| Жером Боатенг       | Германия         | в группе F против Швеции                                | в группе F против Республики Корея |
| Армандо Купер       | Панама           | в группе G против Бельгии в группе G против Англии      | в группе G против Туниса           |
| Майкл Амир Мурильо  | Панама           | в группе G против Бельгии в группе G против Англии      | в группе G против Туниса           |
| Игорь Смольников    | Россия           | в группе А против Уругвая                               | в 1/8 финала против Испании        |
| Карим Аль-Ахмади    | Марокко          | в группе B против Ирана в группе B против Испании       |                                    |
| Чон У Ён            | Республика Корея | в группе F против Мексики в группе F против Германии    |                                    |
| Себастиан Ларссон   | Швеция           | в группе F против Германии в группе F против Мексики    | в 1/8 финала против Швейцарии      |
| Эктор Морено        | Мексика          | в группе F против Германии в группе F против Швеции     | в 1/8 финала против Бразилии       |
| Штефан Лихтштайнер  | Швейцария        | в группе E против Бразилии в группе E против Коста-Рики | в 1/8 финала против Швеции         |
| Неманья Матич       | Сербия           | в группе E против Швейцарии в группе E против Бразилии  |                                    |
| Александар Митрович | Сербия           | в группе E против Швейцарии в группе E против Бразилии  |                                    |
| Фабиан Шер          | Швейцария        | в группе E против Бразилии в группе E против Коста-Рики | в 1/8 финала против Швеции         |
| Мбайе Ньянг         | Сенегал          | в группе H против Японии в группе H против Колумбии     |                                    |
| Ферджани Сасси      | Тунис            | в группе G против Бельгии в группе G против Панамы      |                                    |
| Хавьер Маскерано    | Аргентина        | в группе D против Нигерии в 1/8 финала против Франции   |                                    |
| Эвер Банега         | Аргентина        | в группе D против Нигерии в 1/8 финала против Франции   |                                    |
| Блез Матюиди        | Франция          | в группе C против Перу в 1/8 финала против Аргентины    | в 1/4 финала против Уругвая        |
| Николас Отаменди    | Аргентина        | в группе D против Хорватии в 1/8 финала против Франции  |                                    |
| Криштиану Роналду   | Португалия       | в группе B против Ирана в 1/8 финала против Уругвая     |                                    |
| Матиас Йёргенсен    | Дания            | в группе С против Франции в 1/8 финала против Хорватии  |                                    |
| Эктор Эррера        | Мексика          | в группе F против Германии в 1/8 финала против Бразилии |                                    |
| Каземиро            | Бразилия         | в группе Е против Швейцарии в 1/8 финала против Мексики | в 1/4 финала против Бельгии        |
| Микаэль Лустиг      | Швеция           | в группе F против Мексики в 1/8 финала против Швейцарии | в 1/4 финала против Англии         |
| Валон Бехрами       | Швейцария        | в группе E против Бразилии в 1/8 финала против Швеции   |                                    |
| Михаэль Ланг        | Швейцария        | в 1/8 финала против Швеции                              |                                    |
| Вильмар Барриос     | Колумбия         | в группе H против Японии в 1/8 финала против Англии     |                                    |
| Родриго Бентанкур   | Уругвай          | в группе A против России в 1/4 финала против Франции    |                                    |
| Тома Мёнье          | Бельгия          | в группе G против Панамы в 1/4 финала против Бразилии   | в 1/2 финала против Франции        |
| Юрий Газинский      | Россия           | в группе А против Уругвая в 1/4 финала против Хорватии  |                                    |

### Количество пропущенных мячей
| Количество пропущенных мячей | Количество пропущенных мячей | Количество пропущенных мячей | Количество пропущенных мячей | Количество пропущенных мячей | Количество пропущенных мячей | Количество пропущенных мячей | Количество пропущенных мячей | Количество пропущенных мячей | Количество пропущенных мячей |
| 0                            | 1                            | 2                            | 3                            | 4                            | 5                            | 6                            | 7                            | 8                            | 11                           |
| ---------------------------- | ---------------------------- | ---------------------------- | ---------------------------- | ---------------------------- | ---------------------------- | ---------------------------- | ---------------------------- | ---------------------------- | ---------------------------- |
| Лукаш Фабьянский             | Мухаммед аль-Уваис           | Каспер Шмейхель              | Алисон                       | Вильфредо Кабальеро          | Мэтью Райан                  | Тибо Куртуа                  | Игорь Акинфеев               | Джордан Пикфорд              | Хайме Пенедо                 |
| Стив Манданда                | Яссир аль-Мусайлим           | Эссам аль-Хадари             | Давид Оспина                 | Мануэль Нойер                | Франко Армани                | Давид Де Хеа                 | Эйдзи Кавасима               | Даниел Субашич               |                              |
|                              | Аймен Матлути                | Алиреза Бейраванд            | Чо Хён У                     | Мохамед эль-Шенави           | Ханнес Тоур Халльдоурссон    | Гильермо Очоа                |                              |                              |                              |
|                              | Ловре Калинич                | Педро Гальесе                | Фернандо Муслера             | Мунир Мохамеди               | Кейлор Навас                 | Руй Патрисиу                 |                              |                              |                              |
|                              |                              | Муэз Ассен                   |                              | Фрэнсис Узохо                | Войцех Щенсный               | Уго Льорис                   |                              |                              |                              |
|                              |                              |                              |                              | Хадим Н’Диай                 | Абдуллах аль-Майюф           |                              |                              |                              |                              |
|                              |                              |                              |                              | Владимир Стойкович           | Фарук Бен-Мустафа            |                              |                              |                              |                              |
|                              |                              |                              |                              | Робин Ульсен                 | Янн Зоммер                   |                              |                              |                              |                              |

## Награды

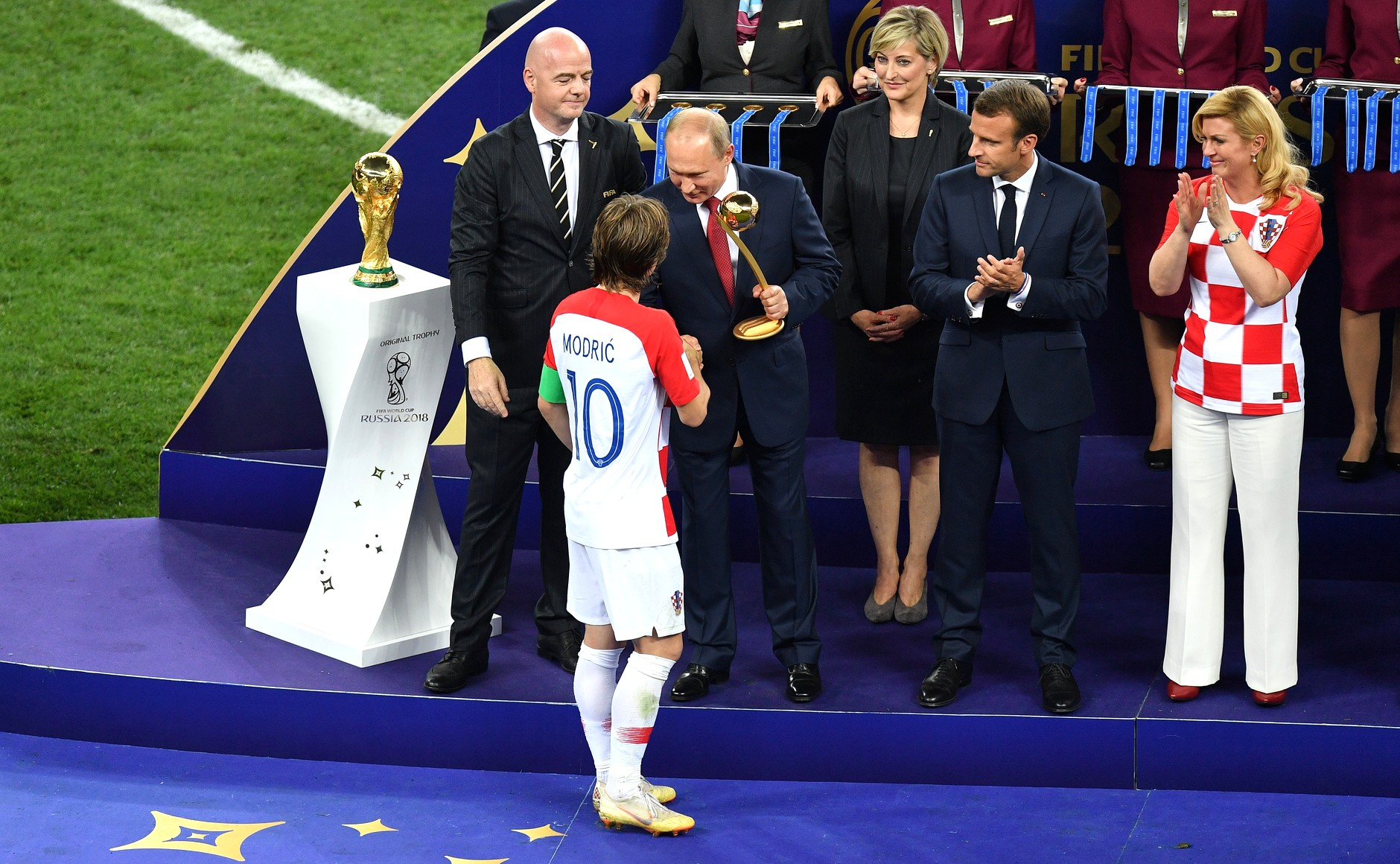
Лука Модрич получает Золотой мяч от Владимира Путина

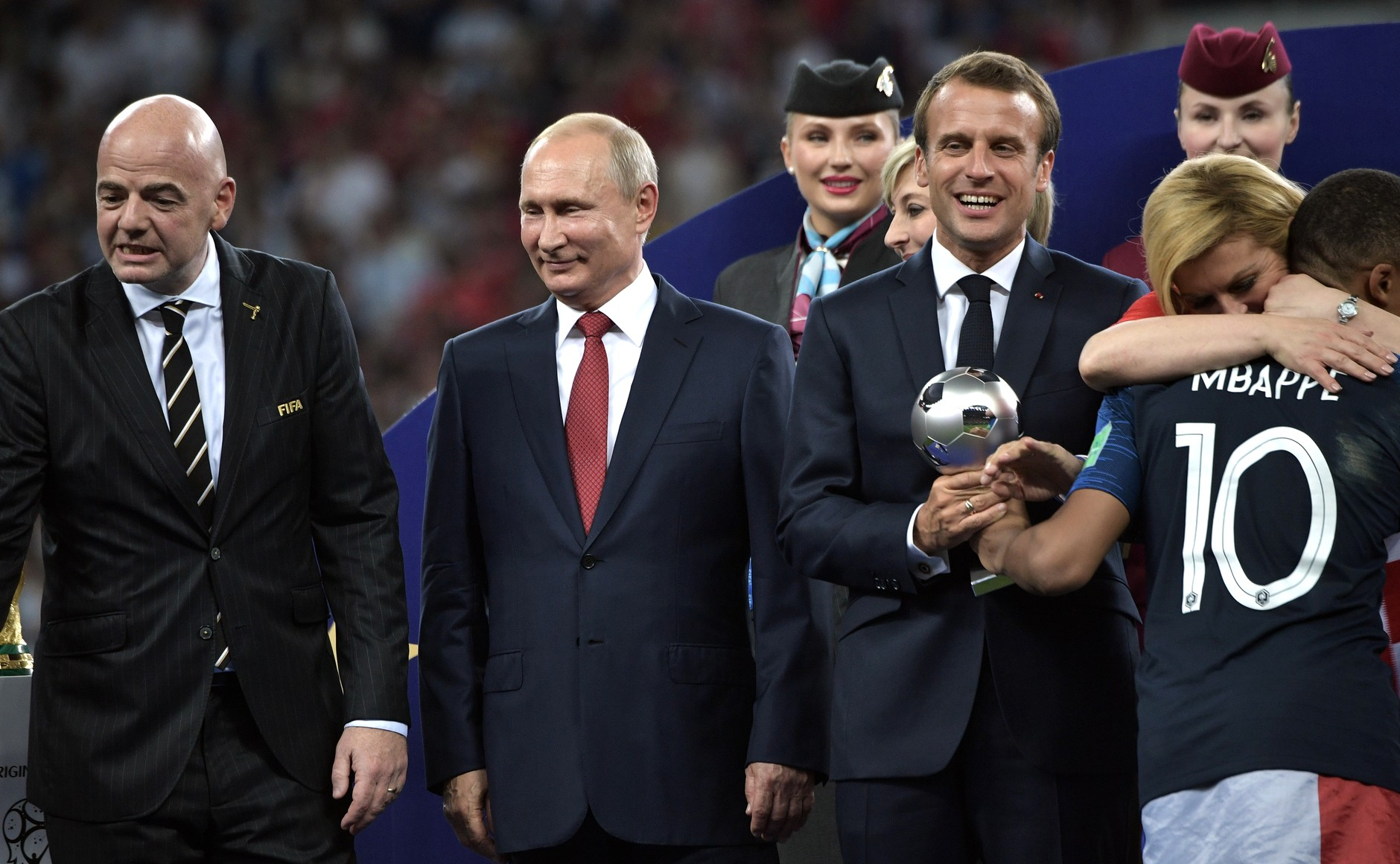
Килиан Мбаппе получает Приз лучшему молодому игроку от Эмманюэля Макрона

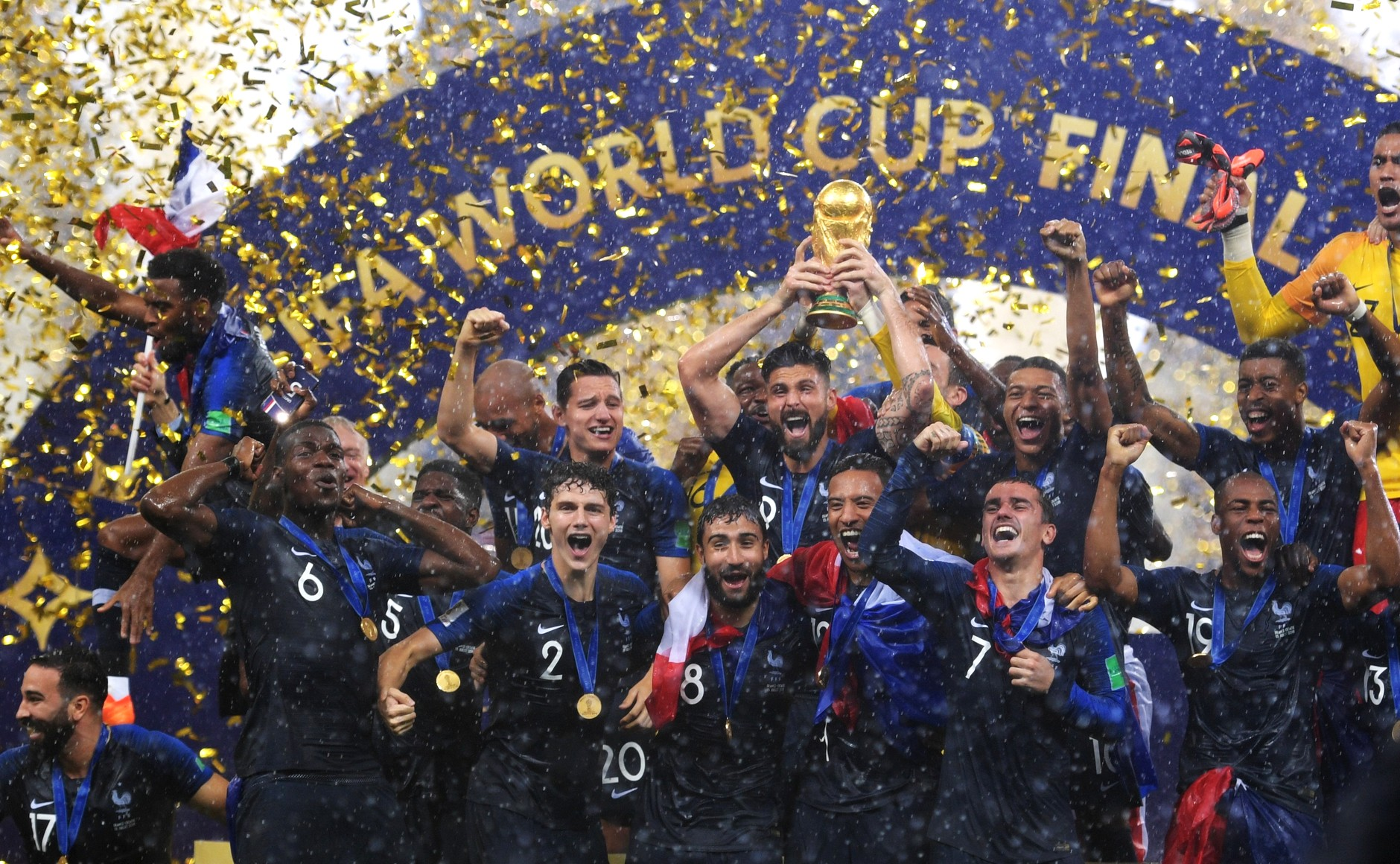
Франция поднимает Кубок мира ФИФА

Следующие награды были вручены по завершении турнира:
- лучшему игроку чемпионата
  - Золотой мяч —  Лука Модрич
  - Серебряный мяч —  Эден Азар
  - Бронзовый мяч —  Антуан Гризманн
- лучшему бомбардиру чемпионата
  - Золотая бутса —  Гарри Кейн
  - Серебряная бутса —  Антуан Гризманн
  - Бронзовая бутса —  Ромелу Лукаку
- Приз имени Льва Яшина — лучшему вратарю чемпионата —  Тибо Куртуа
- Лучший молодой игрок —  Килиан Мбаппе
- Приз честной игры —  Испания
- Лучший гол турнира —  Бенжамен Павар (в матче против Аргентины)[105]

## Символическая сборная
ФИФА назвала символическую сборную чемпионата мира, которая была сформирована путём голосования болельщиков на официальном сайте организации.
- Вратарь
  -  Тибо Куртуа
- Защитники
  -  Марсело
  -  Рафаэль Варан
  -  Диего Годин
  -  Тиагу Силва
- Полузащитники
  -  Филиппе Коутиньо
  -  Лука Модрич
  -  Кевин Де Брёйне
- Нападающие
  -  Криштиану Роналду
  -  Гарри Кейн
  -  Килиан Мбаппе

Также ФИФА опубликовала альтернативную символическую сборную чемпионата мира, основанную на статистических данных.
- Вратарь
  -  Тибо Куртуа
- Защитники
  -  Андреас Гранквист
  -  Ерри Мина
  -  Тиагу Силва
  -  Рафаэль Варан
- Полузащитники
  -  Денис Черышев
  -  Филиппе Коутиньо
  -  Лука Модрич
- Нападающие
  -  Антуан Гризманн
  -  Эден Азар
  -  Гарри Кейн

## Посещаемость
Ниже представлены данные о посещаемости и заполняемости отдельных матчей, стадионов, команд, стадий турнира на основании протоколов матчей, опубликованных на официальном сайте ФИФА.
По итогам турнира общая посещаемость Чемпионата мира составила 3 031 768 человек, средняя посещаемость — 47 371 зрителя за игру, а средняя заполняемость трибун — 98,43 %. По средней посещаемости Чемпионат мира 2018 на момент своего завершения стал десятым в истории из 21 мундиаля.

### Посещаемость матчей
| Посещаемость отдельных игр | Посещаемость отдельных игр | Посещаемость отдельных игр | Посещаемость отдельных игр | Посещаемость отдельных игр | Посещаемость отдельных игр | Посещаемость отдельных игр | Посещаемость отдельных игр | Посещаемость отдельных игр |
| -------------------------- | -------------------------- | -------------------------- | -------------------------- | -------------------------- | -------------------------- | -------------------------- | -------------------------- | -------------------------- |
| Номер матча                | Стадион                    | Команда № 1                | Команда № 2                | Счёт                       | Зрители                    | % заполнения               | Температура воздуха, °C    |                            |
| 1                          | Лужники                    | Россия                     | Саудовская Аравия          | 5:0                        | 78011                      | 100 %                      | +17°                       |                            |
| 2                          | Екатеринбург               | Египет                     | Уругвай                    | 0:1                        | 27015                      | 82 %                       | +14°                       |                            |
| 3                          | Санкт-Петербург            | Марокко                    | Иран                       | 0:1                        | 62548                      | 97 %                       | +25°                       |                            |
| 4                          | Фишт                       | Португалия                 | Испания                    | 3:3                        | 43866                      | 99 %                       | +24°                       |                            |
| 5                          | Казань                     | Франция                    | Австралия                  | 2:1                        | 41279                      | 96 %                       | +19°                       |                            |
| 6                          | Спартак                    | Аргентина                  | Исландия                   | 1:1                        | 44190                      | 100 %                      | +22°                       |                            |
| 7                          | Мордовия                   | Перу                       | Дания                      | 0:1                        | 40502                      | 97 %                       | +18°                       |                            |
| 8                          | Калининград                | Хорватия                   | Нигерия                    | 2:0                        | 31136                      | 92 %                       | +20°                       |                            |
| 9                          | Самара                     | Коста-Рика                 | Сербия                     | 0:1                        | 41432                      | 99 %                       | +22°                       |                            |
| 10                         | Лужники                    | Германия                   | Мексика                    | 0:1                        | 78011                      | 100 %                      | +23°                       |                            |
| 11                         | Ростов                     | Бразилия                   | Швейцария                  | 1:1                        | 43109                      | 99 %                       | +25°                       |                            |
| 12                         | Нижний Новгород            | Швеция                     | Южная Корея                | 1:0                        | 42300                      | 98 %                       | +25°                       |                            |
| 13                         | Фишт                       | Бельгия                    | Панама                     | 3:0                        | 43257                      | 98 %                       | +24°                       |                            |
| 14                         | Волгоград                  | Тунис                      | Англия                     | 1:2                        | 41064                      | 94 %                       | +24°                       |                            |
| 15                         | Мордовия                   | Колумбия                   | Япония                     | 1:2                        | 40842                      | 98 %                       | +27°                       |                            |
| 16                         | Спартак                    | Польша                     | Сенегал                    | 1:2                        | 44190                      | 100 %                      | +27°                       |                            |
| 17                         | Санкт-Петербург            | Россия                     | Египет                     | 3:1                        | 64468                      | 100 %                      | +15°                       |                            |
| 18                         | Лужники                    | Португалия                 | Марокко                    | 1:0                        | 78011                      | 100 %                      | +20°                       |                            |
| 19                         | Ростов                     | Уругвай                    | Саудовская Аравия          | 1:0                        | 42678                      | 98 %                       | +32°                       |                            |
| 20                         | Казань                     | Иран                       | Испания                    | 1:0                        | 42718                      | 100 %                      | +18°                       |                            |
| 21                         | Самара                     | Дания                      | Австралия                  | 1:1                        | 40727                      | 97 %                       | +24°                       |                            |
| 22                         | Екатеринбург               | Франция                    | Перу                       | 1:0                        | 32789                      | 99 %                       | +12°                       |                            |
| 23                         | Нижний Новгород            | Аргентина                  | Хорватия                   | 0:3                        | 43319                      | 100 %                      | +17°                       |                            |
| 24                         | Санкт-Петербург            | Бразилия                   | Коста-Рика                 | 2:0                        | 64468                      | 100 %                      | +19°                       |                            |
| 25                         | Волгоград                  | Нигерия                    | Исландия                   | 2:0                        | 40904                      | 94 %                       | +32°                       |                            |
| 26                         | Калининград                | Сербия                     | Швейцария                  | 1:2                        | 33167                      | 98 %                       | +15°                       |                            |
| 27                         | Спартак                    | Бельгия                    | Тунис                      | 5:2                        | 44190                      | 100 %                      | +28°                       |                            |
| 28                         | Ростов                     | Южная Корея                | Мексика                    | 1:2                        | 43472                      | 100 %                      | +33°                       |                            |
| 29                         | Фишт                       | Германия                   | Швеция                     | 2:1                        | 44287                      | 100 %                      | +22°                       |                            |
| 30                         | Нижний Новгород            | Англия                     | Панама                     | 6:1                        | 43319                      | 100 %                      | +30°                       |                            |
| 31                         | Екатеринбург               | Япония                     | Сенегал                    | 2:2                        | 32572                      | 99 %                       | +25°                       |                            |
| 32                         | Казань                     | Польша                     | Колумбия                   | 0:3                        | 42873                      | 100 %                      | +26°                       |                            |
| 33                         | Самара                     | Уругвай                    | Россия                     | 3:0                        | 41970                      | 100 %                      | +32°                       |                            |
| 34                         | Волгоград                  | Саудовская Аравия          | Египет                     | 2:1                        | 36823                      | 84 %                       | +35°                       |                            |
| 35                         | Калининград                | Испания                    | Марокко                    | 2:2                        | 33973                      | 100 %                      | +15°                       |                            |
| 36                         | Мордовия                   | Иран                       | Португалия                 | 1:1                        | 41685                      | 100 %                      | +23°                       |                            |
| 37                         | Фишт                       | Австралия                  | Перу                       | 0:2                        | 44073                      | 99,5 %                     | +30°                       |                            |
| 38                         | Лужники                    | Дания                      | Франция                    | 0:0                        | 78011                      | 100 %                      | +24°                       |                            |
| 39                         | Санкт-Петербург            | Нигерия                    | Аргентина                  | 1:2                        | 64468                      | 100 %                      | +22°                       |                            |
| 40                         | Ростов                     | Исландия                   | Хорватия                   | 1:2                        | 43472                      | 100 %                      | +30°                       |                            |
| 41                         | Казань                     | Южная Корея                | Германия                   | 2:0                        | 41835                      | 98 %                       | +28°                       |                            |
| 42                         | Екатеринбург               | Мексика                    | Швеция                     | 0:3                        | 33061                      | 100 %                      | +27°                       |                            |
| 43                         | Спартак                    | Сербия                     | Бразилия                   | 0:2                        | 44190                      | 100 %                      | +24°                       |                            |
| 44                         | Нижний Новгород            | Швейцария                  | Коста-Рика                 | 2:2                        | 43319                      | 100 %                      | +20°                       |                            |
| 45                         | Волгоград                  | Япония                     | Польша                     | 0:1                        | 42189                      | 97 %                       | +36°                       |                            |
| 46                         | Самара                     | Сенегал                    | Колумбия                   | 0:1                        | 41970                      | 100 %                      | +27°                       |                            |
| 47                         | Мордовия                   | Панама                     | Тунис                      | 1:2                        | 37168                      | 89 %                       | +20°                       |                            |
| 48                         | Калининград                | Англия                     | Бельгия                    | 0:1                        | 33973                      | 100 %                      | +21°                       |                            |
| 49                         | Казань                     | Франция                    | Аргентина                  | 4:3                        | 42873                      | 100 %                      | +28°                       |                            |
| 50                         | Фишт                       | Уругвай                    | Португалия                 | 2:1                        | 44287                      | 100 %                      | +27°                       |                            |
| 51                         | Лужники                    | Испания                    | Россия                     | 1:1 (3:4)                  | 78011                      | 100 %                      | +24°                       |                            |
| 52                         | Нижний Новгород            | Хорватия                   | Дания                      | 1:1 (3:2)                  | 40851                      | 94 %                       | +25°                       |                            |
| 53                         | Самара                     | Бразилия                   | Мексика                    | 2:0                        | 41970                      | 100 %                      | +33°                       |                            |
| 54                         | Ростов                     | Бельгия                    | Япония                     | 3:2                        | 41466                      | 95 %                       | +25°                       |                            |
| 55                         | Санкт-Петербург            | Швеция                     | Швейцария                  | 1:0                        | 64042                      | 99 %                       | +18°                       |                            |
| 56                         | Спартак                    | Колумбия                   | Англия                     | 1:1 (3:4)                  | 44190                      | 100 %                      | +18°                       |                            |
| 57                         | Нижний Новгород            | Уругвай                    | Франция                    | 0:2                        | 43319                      | 100 %                      | +22°                       |                            |
| 58                         | Казань                     | Бразилия                   | Бельгия                    | 1:2                        | 42873                      | 100 %                      | +20°                       |                            |
| 59                         | Самара                     | Швеция                     | Англия                     | 0:2                        | 39991                      | 95 %                       | +26°                       |                            |
| 60                         | Фишт                       | Россия                     | Хорватия                   | 2:2 (3:4)                  | 44287                      | 100 %                      | +24°                       |                            |
| 61                         | Санкт-Петербург            | Франция                    | Бельгия                    | 1:0                        | 64286                      | 99,5 %                     | +18°                       |                            |
| 62                         | Лужники                    | Хорватия                   | Англия                     | 2:1 д.в.                   | 78011                      | 100 %                      | +21°                       |                            |
| 63                         | Санкт-Петербург            | Бельгия                    | Англия                     | 2:0                        | 64406                      | 99,9 %                     | +26°                       |                            |
| 64                         | Лужники                    | Франция                    | Хорватия                   | 4:2                        | 78011                      | 100 %                      | +27°                       |                            |

### Посещаемость стадионов
Самая высокая общая посещаемость зафиксирована на стадионе Лужники и составила 546 077 зрителей за семь игр. Самая высокая средняя посещаемость турнира также показана в Лужниках и равна 78 011 человек. При этом на обеих московских аренах (Лужники и Спартак) все игры прошли при аншлагах (всего 12 игр: 7 в Лужниках и 5 на Спартаке).
Худший стадион чемпионата по общей и средней посещаемости — Екатеринбург: всего 125 437 зрителей за 4 матча и 31 359 человек в среднем. Худшая средняя заполняемость в Волгограде — 92,07 %.
10 из 12 арен чемпионата заполнялись более чем на 95 %, из них пять — более чем на 99 %.
Арены в списке отсортированы по вместимости в конфигурации чемпионата мира 2018.
| Стадион         | Вместимость                           | Матчей | Общая посещаемость | Средняя посещаемость | % заполнения |
| Лужники         | 78011                                 | 7      | 546077             | 78011                | 100,00 %     |
| Санкт-Петербург | 64468                                 | 7      | 448686             | 64098                | 99,43 %      |
| Фишт            | 44287                                 | 6      | 264057             | 44010                | 99,37 %      |
| Спартак         | 44190                                 | 5      | 220950             | 44190                | 100,00 %     |
| Волгоград       | 43713                                 | 4      | 160980             | 40245                | 92,07 %      |
| Ростов          | 43472                                 | 5      | 214197             | 42839                | 98,54 %      |
| Нижний Новгород | 43319                                 | 6      | 256427             | 42738                | 98,66 %      |
| Казань          | 42873                                 | 6      | 254451             | 42409                | 99,69 %      |
| Самара          | 41970                                 | 6      | 248060             | 41343                | 98,51 %      |
| Мордовия        | 41685                                 | 4      | 160197             | 40049                | 96,08 %      |
| Калининград     | 33973                                 | 4      | 132249             | 33062                | 97,32 %      |
| Екатеринбург    | 33061                                 | 4      | 125437             | 31359                | 94,85 %      |
| Итого/Среднее   | 3 080 085 зрительских мест в 64 играх | 64     | 3031768            | 47371                | 98,43 %      |

### Посещаемость команд
Среди команд-участниц турнира 100-процентную заполняемость трибун стадионов показали три сборные: Россия, Мексика и Аргентина. Худшая заполняемость у сборной Египта — 90,8 %. Лучшая средняя посещаемость у России — 61349 болельщиков. Худшая средняя посещаемость у Перу — 39121 зритель. Максимальная общая посещаемость у Франции — 380 568 человек за 7 матчей, а наименьшая у Перу — 117 364 зрителя за 3 игры.
Данные в разделе отсортированы по средней посещаемости.
| Место | Команда           | Матчей | Общая посещаемость | Средняя посещаемость | % заполнения |
| 1     | Россия            | 5      | 306647             | 61349                | 100,00 %     |
| 2     | Марокко           | 3      | 174532             | 58177                | 98,90 %      |
| 3     | Германия          | 3      | 164133             | 54711                | 99,40 %      |
| 4     | Франция           | 7      | 380568             | 54367                | 99,46 %      |
| 5     | Саудовская Аравия | 3      | 157512             | 52504                | 95,30 %      |
| 6     | Португалия        | 4      | 207849             | 51962                | 99,80 %      |
| 7     | Хорватия          | 7      | 359087             | 51298                | 98,54 %      |
| 8     | Дания             | 4      | 200091             | 50023                | 97,60 %      |
| 9     | Коста-Рика        | 3      | 149219             | 49740                | 99,60 %      |
| 10    | Испания           | 4      | 198568             | 49642                | 99,70 %      |
| 11    | Англия            | 7      | 344954             | 49279                | 98,66 %      |
| 12    | Мексика           | 4      | 196514             | 49129                | 100,00 %     |
| 13    | Иран              | 3      | 146951             | 48984                | 98,60 %      |
| 14    | Аргентина         | 4      | 194850             | 48713                | 100,00 %     |
| 14    | Бельгия           | 7      | 334451             | 47779                | 99,03 %      |
| 16    | Бразилия          | 5      | 236610             | 47322                | 99,85 %      |
| 17    | Швейцария         | 4      | 183637             | 45909                | 99,10 %      |
| 18    | Нигерия           | 3      | 136508             | 45503                | 96,00 %      |
| 19    | Швеция            | 5      | 223681             | 44736                | 98,49 %      |
| 20    | Польша            | 3      | 129252             | 43084                | 98,80 %      |
| 21    | Исландия          | 3      | 128566             | 42855                | 97,90 %      |
| 22    | Египет            | 3      | 128306             | 42769                | 90,80 %      |
| 23    | Южная Корея       | 3      | 127607             | 42536                | 98,40 %      |
| 24    | Колумбия          | 4      | 169875             | 42469                | 99,50 %      |
| 25    | Австралия         | 3      | 126079             | 42026                | 97,60 %      |
| 26    | Панама            | 3      | 123744             | 41248                | 95,70 %      |
| 27    | Тунис             | 3      | 122422             | 40807                | 94,50 %      |
| 28    | Уругвай           | 5      | 199269             | 39854                | 96,68 %      |
| 29    | Сербия            | 3      | 118789             | 39596                | 98,90 %      |
| 30    | Сенегал           | 3      | 118732             | 39577                | 99,60 %      |
| 31    | Япония            | 4      | 157069             | 39267                | 97,00 %      |
| 32    | Перу              | 3      | 117364             | 39121                | 98,60 %      |

### Посещаемость этапов
В данном разделе представлены данные по посещаемости этапов турнира.
| Этап              | Матчей | Общая посещаемость | Средняя посещаемость | % заполнения | Средняя температура воздуха, C° |
| 1 тур             | 16     | 742752             | 46422                | 97,30 %      | +22°                            |
| 2 тур             | 16     | 733962             | 45873                | 99,10 %      | +23°                            |
| 3 тур             | 16     | 702180             | 43886                | 98,00 %      | +26°                            |
| 1/8               | 8      | 397690             | 49711                | 98,80 %      | +25°                            |
| 1/4               | 4      | 170470             | 42618                | 98,85 %      | +23°                            |
| 1/2               | 2      | 142297             | 71149                | 99,87 %      | +19,5°                          |
| Матч за 3-е место | 1      | 64406              | 64406                | 99,90 %      | +26°                            |
| Финал             | 1      | 78011              | 78011                | 100 %        | +27°                            |

## Призовой фонд
Для вознаграждений на ЧМ-2018 по футболу ФИФА предоставила 657 миллионов долларов, что на 181 млн долларов (или 38 %) больше суммы, предоставленной на ЧМ-2014 по футболу в Бразилии. При этом только на призовой фонд выделяется 400 миллионов долларов. Ещё 48 миллионов долларов (по 1,5 млн долларов) уйдут на подготовку команд. Оставшиеся 209 млн долларов будут распределены в соответствии с программой «Club Benefits».
| Позиция                                        | Сумма (млн $) | Всего (млн $) |
| ---------------------------------------------- | ------------- | ------------- |
| 1-е место                                      | 38            | 38            |
| 2-е место                                      | 28            | 28            |
| 3-е место                                      | 23            | 23            |
| 4-е место                                      | 22            | 22            |
| Места с 5-го по 8-е (выбывшие в 1/4 финала)    | 16            | 64            |
| Места с 9-го по 16-е (выбывшие в 1/8 финала)   | 12            | 96            |
| Места с 17-го по 32-е (не вошедшие в плей-офф) | 8             | 128           |
| На подготовку (32 команды)                     | 1,5           | 48            |
| Club Benefits Programme                        |               | 209           |
| Всего                                          |               | 657           |

Призовой фонд выделен жёлтым цветом.

## Подготовка инфраструктуры

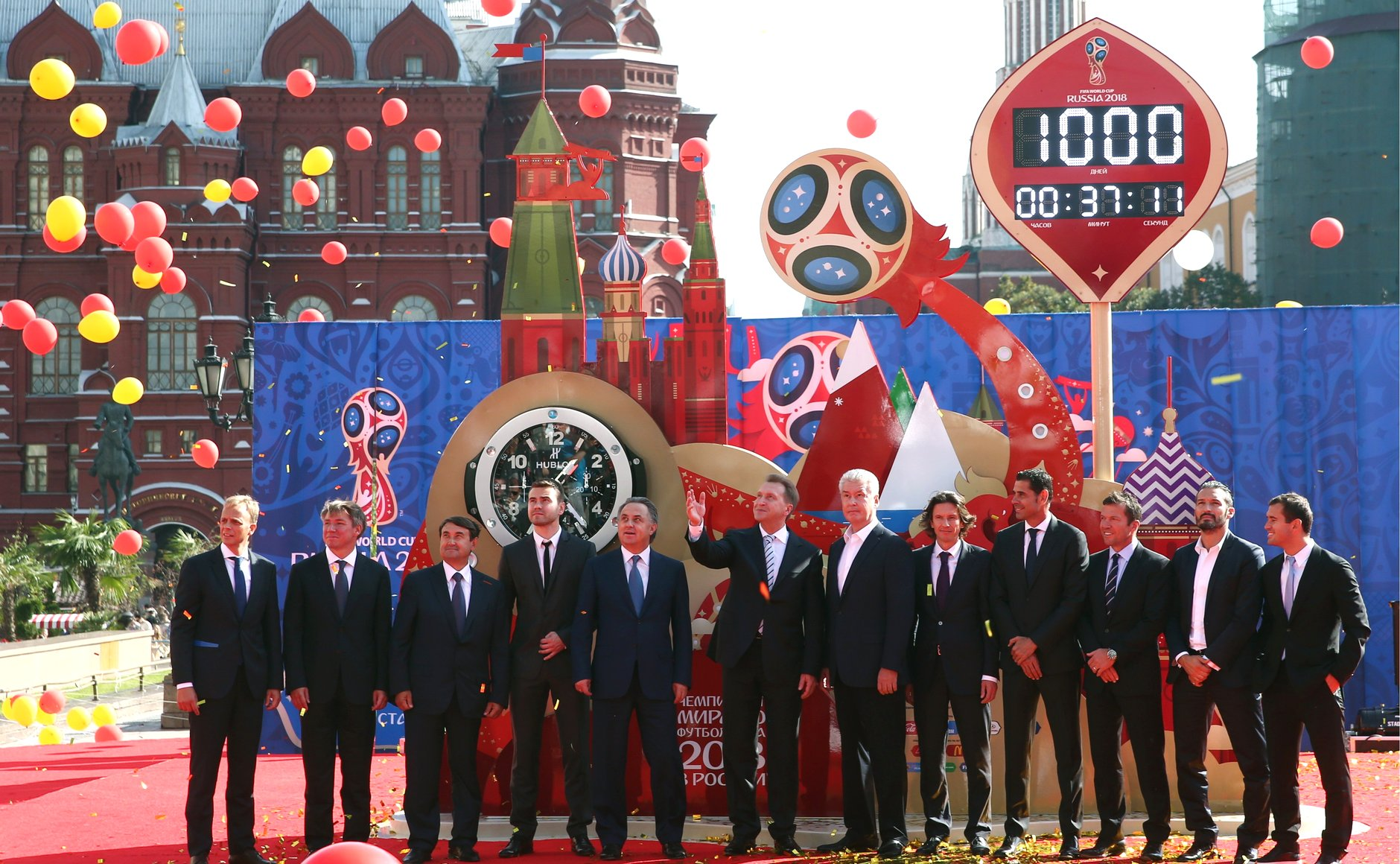
Церемония запуска обратного отсчёта 1000 дней до чемпионата мира по футболу в России. Москва, Красная площадь, 18 сентября 2015 года

В составе правительства, сформированного в мае 2012 года, подготовку и проведение чемпионата мира по футболу, включая вопросы создания и развития необходимой транспортной инфраструктуры, координировал Игорь Шувалов. Мнение о том, что оргкомитет ЧМ-2018 должен возглавить именно Шувалов (ранее представлявший Россию при выборе страны-хозяйки соревнования), в январе 2011 года выразил почётный президент Российского футбольного союза Вячеслав Колосков.

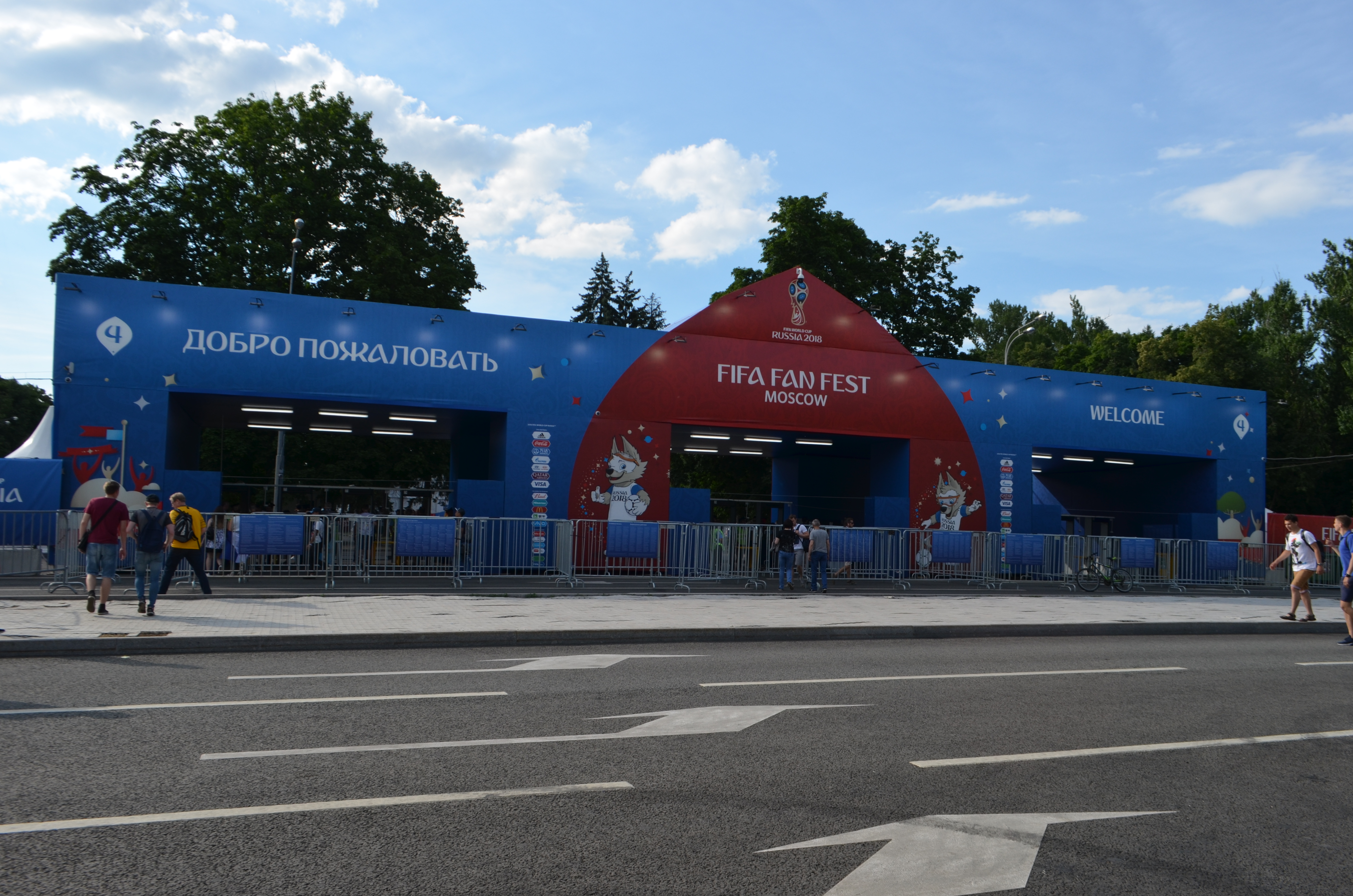
Вход в фан-зону (FIFA Fan Fest) у МГУ на Воробьёвых горах, июнь 2018 года

Объём федеральной подпрограммы «Строительство и реконструкция транспортной инфраструктуры» программы подготовки к проведению ЧМ-2018 составлял 352,5 млрд рублей, из них 170,3 млрд должен был выделить федеральный бюджет, 35,1 млрд — регионы и 147,1 млрд рублей — инвесторы.
Подготовка железнодорожной инфраструктуры без учёта строительства высокоскоростных магистралей оценивалась примерно в 400 млрд рублей. В результате проведения ЧМ-2018 рост пассажирооборота по всем видам транспорта должен был составить порядка 5 %.
Серьёзной статьёй федеральных расходов стала авиационная инфраструктура (117,8 млрд рублей). В аэропорту «Платов» Ростова-на-Дону были установлены средства автоматизации управления воздушным движением, современные средства наблюдения, навигации, связи, управления и метеорологического обеспечения. В аэропорту «Кольцово» (Екатеринбург) установлены средства радиотехнического обеспечения полётов и введена в эксплуатацию вторая взлётно-посадочная полоса, что позволило значительно увеличить пропускную способность аэропорта и пассажиропоток. В Саранске была построена навигационная система аэропорта. В аэропорту «Храброво» (Калининград) были выполнены работы по оснащению радионавигационным и метеорологическим оборудованием, а также работы по переносу действующего оборудования на новые места установки. Реконструкция и техническое перевооружение средств РТОП аэропортов также были выполнены в Москве, Санкт-Петербурге, Волгограде, Самаре, Екатеринбурге, Казани и Сочи.
27 марта 2018 года Минстрой России сообщил, что все коммуникации, за которые отвечало ведомство, введены в эксплуатацию. Последним объектом стали очистные сооружения в Волгограде.
Важным направлением развития инфраструктуры в городах, принимающих матчи ЧМ-2018, стало строительство гостиниц. Все гостиницы сведены в единый список, опубликованный на сайте FIFA. В Саранске впервые в истории появилась гостиница мирового бренда «Шератон».
На период проведения Чемпионата мира по футболу 2018 на Воробьёвых горах была организована главная фан-зона с большими мониторами, за матчами с которых могли наблюдать более сотни тысяч болельщиков. По окончании 1/8 финала Сергеем Собяниным было принято решение о развёртывании дополнительной фан-зоны возле стадиона «Спартак», на котором после этой стадии матчи ЧМ не планировались.

## Билеты
По состоянию на 3 мая 2018 года было реализовано 2 миллиона 374 тысячи билетов, что составляет 89 % от общего количества билетов на матчи финальной части чемпионата мира. При этом 46 % от общего числа реализованных билетов приобрели российские болельщики, а 54 % — иностранные. Лидерами среди зарубежных зрителей стали болельщики из США, Бразилии, Колумбии, Германии, Мексики, Аргентины.
7 июня 2018 года свою статистику по покупке билетов опубликовала ФИФА. Всего реализовано 2 403 116 билетов, из них 871 797 приобрели россияне. Первая десятка стран кроме России по числу приобретённых билетов: США (88 825), Бразилия (72 512), Колумбия (65 234), Германия (62 541), Мексика (60 302), Аргентина (54 031), Перу (43 583), Китай (40 251), Австралия (36 359), Англия (32 362).
По данным министерства связи и массовых коммуникаций, при анализе оформленных фанатами паспортов болельщика выявлено, что самая многочисленная возрастная группа болельщиков (37 %) — люди в возрасте от 25 до 34 лет. 25 % из заказавших паспорта — женщины.
Виды билетов
Организаторами для зрителей были предоставлены четыре вида билетов:
- Билеты на определённую игру или пакет на выбранный стадион (в категориях с 1 по 4).
- Пакет на матчи с участием выбранной сборной (в категориях с 1 по 3).
- Билеты болельщика (в категориях с 1 по 3).
- Билеты болельщика на возможные матчи определённой команды (в категориях с 1 по 3).

Этапы продаж
Билеты на турнир реализовывались в ходе трёх этапов продаж:
- Первый этап продаж начался 14 сентября 2017 года, завершился 28 ноября и был разделён на два периода.
  - Сначала продажа билетов путём случайной жеребьёвки c 14 сентября до 12 октября 2017 года.
  - Затем, после проведения жеребьёвки и определения успешных заявок, в порядке очереди с 16 ноября до 28 ноября 2017 года. Во время этого этапа ещё не было известно, где будут проводиться игры определённых сборных, за исключением матчей группового этапа сборной России, чьё участие в турнире было определено заранее как команды по условным обозначением «A1».
- Второй этап стартовал после проведения жеребьёвки финальной части турнира. Проходил с 5 декабря 2017 до 3 апреля 2018. Этап состоял из двух периодов:
  - Сначала снова был сбор заявок, который шёл с 5 декабря 2017 до 31 января 2018. После чего была проведена жеребьёвка для определения успешных заявок.
  - Затем билеты стали доступны для покупки с 13 марта до 3 апреля 2018 в порядке живой очереди.
- Третий и последний этап продаж проходил с 18 апреля до 15 июля 2018 (дня проведения финала турнира).

### Проезд болельщиков
Болельщики, имевшие билеты на матч и оформившие паспорт болельщика (FAN ID), могли воспользоваться бесплатным проездом на поезде в город, где проходит матч. Для этих целей были организованы дополнительные поезда. Болельщики, имевшие билет на матч и Паспорт болельщика, также могли воспользоваться бесплатным проездом на городском транспорте в городах-организаторах в день матча.

## Экономика турнира

### Финансирование
В марте 2013 года стало известно, что регионы запросили на подготовку к чемпионату мира по футболу 2018 г. 540 млрд руб., но первый зампред правительства РФ Игорь Шувалов заявил, что эта сумма завышена. Было принято решение, что во избежание нецелевого расходования средств из федерального бюджета профинансируют только строительство стадионов и тренировочных баз, реконструкцию городских аэропортов и дорог от авиаузлов до стадионов. Затраты же на городскую инфраструктуру, дорожно-транспортную сеть из проекта программы подготовки исключались. Регионы должны были сами изыскивать средства на эти цели, поскольку речь шла о расходах, не подпадавших под обязательства России перед ФИФА. 20 июня 2013 года Правительство Российской Федерации приняло постановление № 518 «О Программе подготовки к проведению в 2018 году в Российской Федерации чемпионата мира по футболу», в котором перечислялись объекты городской, транспортной и спортивной инфраструктуры, которые должны были быть построены до начала чемпионата мира, с указанием источника финансирования.
В январе 2015 года расходы на подготовку к чемпионату мира по футболу 2018 года были сокращены на 10 %.
Проведение ЧМ-2018 принесло в бюджет России 850 миллиардов рублей, данная сумма почти полностью перекрыла затраты на проведения мундиаля.

### Официальные спонсоры
| - Adidas - Coca-Cola - Gazprom (Газпром) - Hyundai-Kia | - Qatar Airways - VISA - Wanda Group |

| - Anheuser-Busch InBev - Hisense - McDonald's - China Mengniu Dairy | - Vivo |

Экипировки сборных (кроме бутс, некоторые игроки выбирают бутсы не титульного спонсора команды)
Ниже приведены технические спонсоры, поставляющие формы для команд — участниц ЧМ-2018:
| Производители | Сборные                                                                                                 | Производители   | Сборные |
| ------------- | --- | --------------- | --- |
| Adidas (12)   | Аргентина, Бельгия, Германия, Египет, Иран, Испания, Колумбия, Марокко, Мексика, Россия, Швеция, Япония | Nike (10)       | Австралия, Англия, Бразилия, Республика Корея, Нигерия, Польша, Португалия, Саудовская Аравия, Франция, Хорватия |
| Puma (4)      | Сенегал, Сербия, Уругвай, Швейцария                                                                     | New Balance (2) | Коста-Рика, Панама                                                                                               |
| Erreà         | Исландия                                                                                                | Hummel          | Дания |
| Uhlsport      | Тунис                                                                                                   | Umbro           | Перу |

### Права на трансляцию
ФИФА через несколько компаний продала права на вещание Чемпионата мира по футболу 2018 года различным местным теле- и радиовещательным компаниям.

### Итоги

Москва. Болельщики на Манежной площади во время чемпионата.

По оценке Банка России, проведение чемпионата внесло положительный вклад (0,1—0,2 процентных пунктов) в годовой темп прироста ВВП России во втором квартале 2018 года.
По мнению исполнительного директора Ассоциации туроператоров России Майи Ломидзе, Россия заработала на проведении чемпионата более 850 млрд рублей (около 1 % ВВП страны).
По оценке оргкомитета «Россия 2018», суммарный эффект чемпионата для ВВП России в 2013—2018 гг. составил 952 млрд рублей. «Суммарное влияние ЧМ-2018 на ВВП России составило около 17 млрд долл., что превосходит эффект от аналогичных чемпионатов в Бразилии, ЮАР, Германии и Южной Корее и наиболее близко к показателю Японии. В относительном выражении эффект от ЧМ-2018 составил около 1,1 % величины годового ВВП России. По данному показателю турнир уступает только чемпионату в ЮАР, поскольку ВВП этой страны в абсолютном выражении существенно меньше, чем у других принимающих стран», — говорится в исследовании. Также результаты исследования показали, что «долгосрочный ежегодный эффект ЧМ-2018 для ВВП России после проведения чемпионата в перспективе 5 лет» составит 150—210 млрд рублей в год.
Каждый десятый иностранный болельщик чемпионата мира по футболу вернулся в Россию в августе — декабре 2018 г., используя безвизовый въезд по паспорту болельщика (Fan ID). Количество таких туристов составило 5,4 % общего въездного потока иностранных туристов в Россию. Траты возвратившихся туристов по банковским картам за указанный период составили не менее 9,9 млрд руб.

## Отзывы о турнире
Среди отзывов журналистов, политиков и спортивных деятелей о ЧМ-2018 преобладают положительные. Так, польский футболист, тренер, спортивный функционер, президент Польского футбольного союза Збигнев Бонек поблагодарил Россию за проведение турнира:
|  |  |  | Я был на многих турнирах, но такую организацию, гостеприимство, заботу, радушие не встречал нигде. Большое спасибо, Россия. Это фантастический чемпионат с фантастической атмосферой. |
|  |  |  | |

Мнение президента США Дональда Трампа:
|  |  |  | Я думаю, что Россия проделывает сейчас фантастическую работу в рамках чемпионата мира... |
|  |  |  |                                                                                          |

Барт Верхаге, вице-президент Королевской бельгийской футбольной ассоциации, 7 июля 2018 года дал такую оценку уровню организации чемпионата мира по футболу в России:
|  |  |  | Чемпионат мира — это радость, веселье. Я хочу выразить России свое глубокое уважение за то, что организаторам удалось создать такую атмосферу. Сборная Бельгии очень ценит всё, что вы сделали для того, чтобы чемпионат мира проходил на таком высоком уровне. |
|  |  |  | |

19 февраля 2019 года Президент ФИФА Джанни Инфантино, комментируя «Орден Дружбы», которым наградил его президент РФ Владимир Путин, отметил
|  |  |  | Я могу повторить только то, что уже говорил неоднократно: в прошлом году состоялся самый лучший чемпионат мира за всю историю, и состоялся он в России. |
|  |  |  | |

Том Розенталь, британский актёр и комик, о своих впечатлениях для The Guardian:
|  |  |  | Этот. Чемпионат мира. Хорош. Мне посчастливилось побывать в Нижнем Новгороде на игре Англия – Панама 6:1... Санкт-Петербурге на матче Аргентина – Нигерия 2:1 (Месси и его нога Бога) и Калининграде на встрече Бельгия — Англия (матч, который, по сути, ничего уже не решал), и могу написать для «The Guardian» на основе собственного опыта, что Россия проводит потрясающий чемпионат мира... Организация турнира находится на фантастическом уровне. Вам придётся постараться, чтобы найти кого-то, кто этому возразит, и не потому, что вам будут попадаться лишь двойные агенты и твиттер-боты, а потому что это правда. |
|  |  |  | |

## Критика и скандалы

### Призывы к лишению России права проведения чемпионата
Некоторые страны мира и общественные организации призывали лишить Российскую Федерацию права принимать чемпионат в связи с участием России в конфликте на востоке Украины и присоединением Крыма к РФ.
- 8 марта 2014 года американские сенаторы-республиканцы Марк Кёрк и Дэн Коутс обратились в ФИФА с просьбой лишить Россию членства в организации. Они также потребовали, чтобы Россия была лишена права проведения ЧМ-2018 в связи с заявленным ими участием её в военных действиях на востоке Украины.
- 27 июля 2014 года британский вице-премьер Ник Клегг потребовал лишить Россию права проводить чемпионат мира по футболу в 2018 году[158].
- 28 июля 2014 года за отмену ЧМ-2018 в России высказался известный британский атлет и политик Мензис Кэмпбелл[159].
- 7 июня 2015 года Доменико Скала[англ.] заявил, что не исключает возможности лишения России права проведения ЧМ-2018[160].
- 20 апреля 2018 года депутат Европарламента Ребекка Хармс инициировала призыв к правительствам европейских стран отказаться от посещения Чемпионата мира. Её инициативу поддержали 60 депутатов Европарламента из 751[161].

Видеоролик-презентация логотипа чемпионата, показанный на фасаде Большого театра и размещённый на официальном канале ФИФА на YouTube, содержал карту России с включённым в неё Крымом, что вызвало возмущение у некоторых международных организаций. ФИФА была вынуждена официально просить прощение у ФФУ за допущенную «оплошность», а карта России была вырезана из ролика.

### Коррупционный скандал в ФИФА
27 мая 2015 года прокуратура Швейцарии открыла уголовное дело в связи с заявками России и Катара (чемпионаты 2018 и 2022, соответственно). По подозрению в коррупции были арестованы представители высшего руководства ФИФА. Некоторые из арестованных признали свою вину, в том числе Чарльз Блейзер, — бывший председатель КОНКАКАФ и член исполкома FIFA. Представители ФИФА в тот же день заявили, что заявки России и Катара пересмотрены не будут, несмотря на скандал и аресты.
7 июня 2015 председатель комиссии по аудиту и соблюдению правил ФИФА Доменико Скала не исключил возможности отмены проведения чемпионатов мира в России и/или Катаре, в случае обнаружения серьёзных нарушений.
В октябре 2015 года отстранённый от работы в футбольной сфере бывший глава ФИФА Йозеф Блаттер заявил в интервью Financial Times, что чемпионат мира по футболу 2018 года был отдан России в результате тайной сделки, которая была заключена между высшими руководителями ФИФА и предполагала фальсификацию результатов выборов. «Решение, которое было согласовано, но не в письменном виде, предполагало, что мы проголосуем за две сверхдержавы: Россию и США», — сказал Блаттер. Россия претендовала и в итоге получила право проводить у себя чемпионат мира по футболу 2018 года, а США хотели провести у себя мундиаль в 2022 году, но в ходе голосования проиграли право проведения чемпионата Катару. На вопрос о том, все ли члены исполнительного комитета ФИФА принимали решение о сделке, Блаттер ответил, что это не было решением исполкома: «Это было за кулисами, не было никакого совещания».
После проведения расследования глава следственной палаты комитета по этике ФИФА Майкл Гарсия в июне 2017 года представил доклад, в котором подчёркивается, что Россия получила право принимать футбольный турнир в честной и конкурентной борьбе.
В апреле 2020 года министерство юстиции США обвинило бывшего вице-президента ФИФА Джека Уорнера в получении от России 5 млн долларов США в обмен на голосование за заявку российской стороны. Минюст США также утверждает, что члену исполнительного комитета ФИФА Рафаэлю Сальгеро был обещан 1 млн долларов в обмен на голосование за Россию. Обвинительный акт был подан в окружной суд Восточного округа Нью-Йорка 18 марта 2020 года.

### Провокационный видеоролик
После победы сборной Хорватии над командой России в интернете появился видеоролик, в котором защитник сборной Хорватии по футболу Домагой Вида скандировал «Слава Украине», а делегат сборной и помощник тренера Огнен Вукоевич добавил, что это была победа «за „Динамо“ и Украину» (оба хорвата в прошлом играли за киевское «Динамо»). Данный поступок был оценён ФИФА как политический. В результате Вида получил предупреждение от дисциплинарного комитета ФИФА, а Вукоевич был оштрафован ФИФА на 15 000 швейцарских франков и отстранён Хорватским футбольным союзом от работы на чемпионате.

### Стадион в Самаре
Для строительства стадиона в г. Самаре было выбрано место в районе Радиоцентра № 3 в границах Кировского и Красноглинского районов городского округа. Строительство подразумевало вырубку зелёных насаждений, что вызвало критику со стороны некоторых экологов.
28 мая 2013 года министерством строительства Самарской области был размещён госзаказ на разработку документации и проектирование стадиона с инфраструктурой. В приложенных документах границы предполагаемой инфраструктуры составили 930 га, что значительно превысило величину площади, изначально планировавшейся к застройке. Кроме того, для построения инфраструктуры были выбраны участки, не относящиеся к изначально проектировавшемуся месту (Студёный овраг до реки Волги). Указанная территория, кроме значительной части зелёных насаждений, также затрагивает частные владения и дачные массивы, предлагаемые под снос, что вызвало резкие возмущения собственников. 9 июня жители этих территорий провели митинг.
15 июня 2013 года были проведены публичные слушания о внесении изменений, связанных с постройкой стадиона, в генеральный план города, которые также завершились митингом недовольных жителей против произвола властей. Была также подготовлена петиция в правительство РФ о предотвращении застройки территорий рядом со стадионом, за которую проводился сбор подписей в интернете.

### Повреждения инфраструктуры от непогоды
Когда матчи чемпионата уже полностью переместились в Санкт-Петербург и Москву, два города, принимавших матчи группового этапа и плей-офф, — Нижний Новгород и Волгоград — оказались под ударом стихии. В результате часть инфраструктуры вблизи стадионов, в основном — дороги, оказались частично разрушены.
10 июля днём на Нижний Новгород обрушился ливень, в результате которого частично оказалась размыта Волжская набережная, построенная к Чемпионату.
А 15 июля, в последний день мундиаля, сильнейший ливень прошёл в Волгограде. В результате ливня серьёзно пострадала дорога, ведущая к новому стадиону.

## В культуре

### Вкино
- «Игра» («Особенности национального футбола») — художественный фильм (2008), в котором сборная России побеждает на домашнем чемпионате мира 2018 года. Он был снят ещё до того, как Россия получила право на проведение чемпионата.
- Большая игра (телесериал, 2018) — Комедийный спортивный сериал (2018).

### Вфилателии
18 сентября 2015 года почтой России выпущен в обращение почтовый блок в виде футбольного мяча, посвящённый чемпионату мира по футболу 2018  (ЦФА [АО «Марка»] № 2000). В тот же день появился конверт первого дня и было проведено спецгашение в 11 городах России, принимающих матчи чемпионата, и в Краснодаре. 

1 октября 2015 года почтой России выпущена серия почтовых марок «Россия в чемпионатах мира по футболу FIFA™»  (ЦФА [АО «Марка»] № 2008-2013), на каждой марке представлена эмблема чемпионата мира по футболу 2018 и марка почты СССР, посвящённая чемпионату мира соответствующего года выступления. 

17 ноября 2015 года в почтовое обращение вышли 4 марки, посвящённые стадионам, на которых проходят матчи Чемпионата мира по футболу FIFA 2018 в России™. 

9 декабря 2015 года в рамках филателистической программы к Чемпионату мира по футболу 2018 в России в почтовое обращение вышли 7 марок, посвящённых легендам российского футбола. 

Талисману чемпионата Забиваке были посвящены почтовый блок, выпущенный 7 февраля 2017 года, и 3 почтовые марки, выпущенные 1 декабря 2017 года. 

20 декабря 2017 года почта России выпустила четыре марки из серии «Футбол в искусстве» с двумя картинами и барельефом советского периода и российским памятником В. Боброву.
10 мая 2018 года почта России выпустила восемь марок, посвящённые командам-участникам.

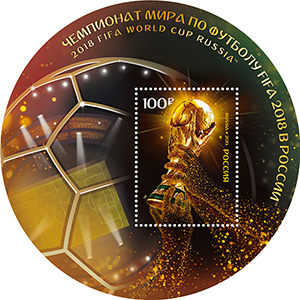
Почтовый блок, Россия, 2015
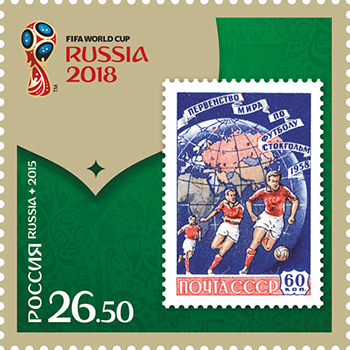
Выступление 1958 г., Россия, 2015
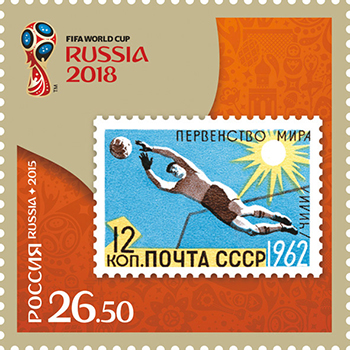
Выступление 1962 г., Россия, 2015
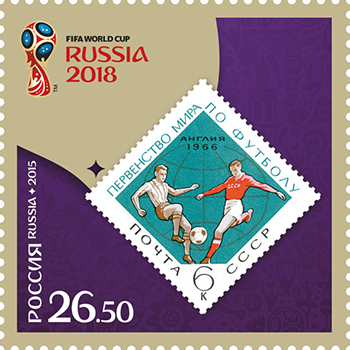
Выступление 1966 г., Россия, 2015
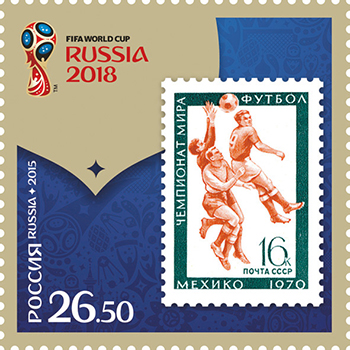
Выступление 1970 г., Россия, 2015
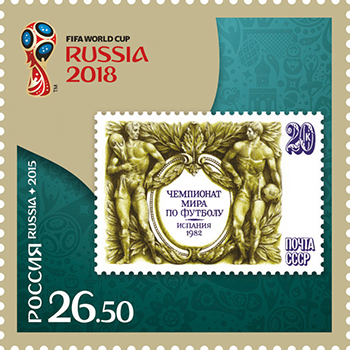
Выступление 1982 г., Россия, 2015
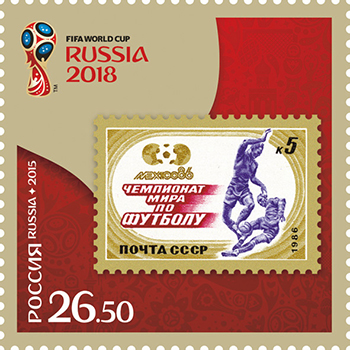
Выступление 1986 г., Россия, 2015
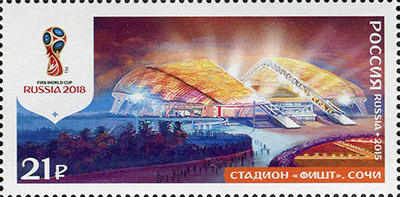
Стадион «Фишт». Сочи, Россия, 2015
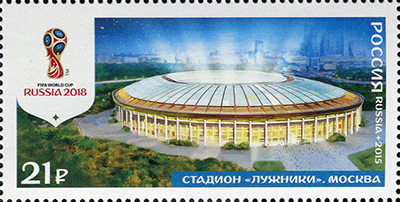
Стадион «Лужники». Москва, Россия, 2015
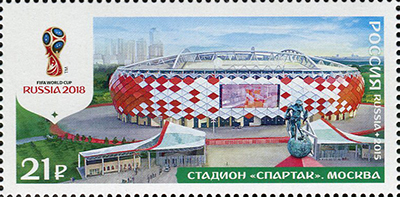
Стадион «Спартак». Москва, Россия, 2015
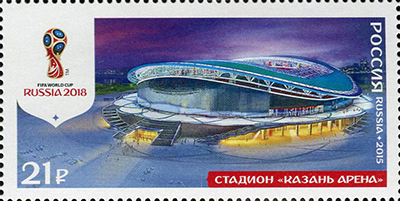
Стадион «Казань арена». Казань, Россия, 2015
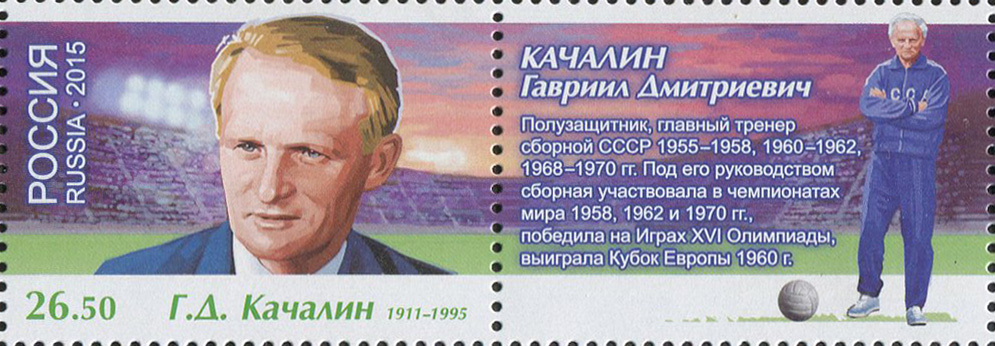
Г. Д. Качалин (1911—1995), Россия, 2015
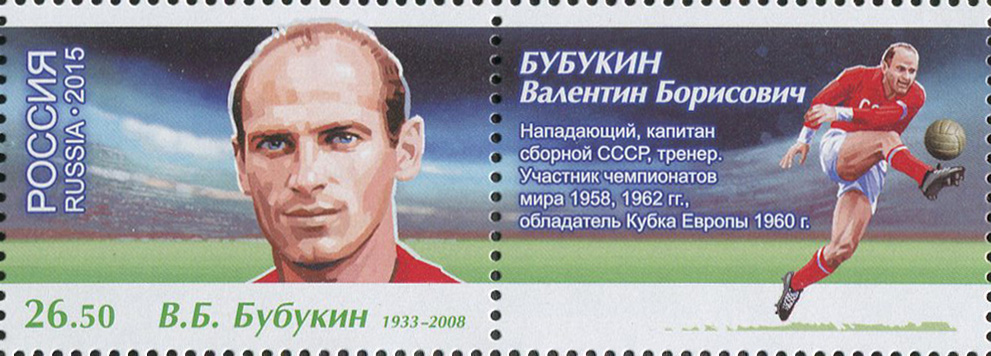
В. Б. Бубукин (1933—2008), Россия, 2015
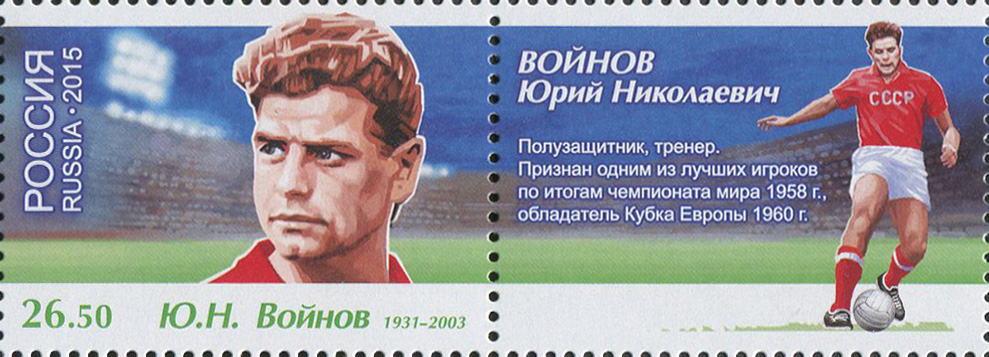
Ю. Н. Войнов (1931—2003), Россия, 2015
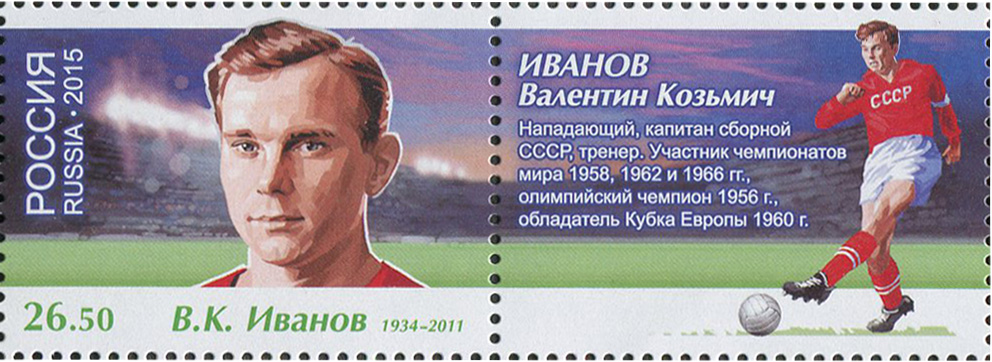
В. К. Иванов (1934—2011), Россия, 2015
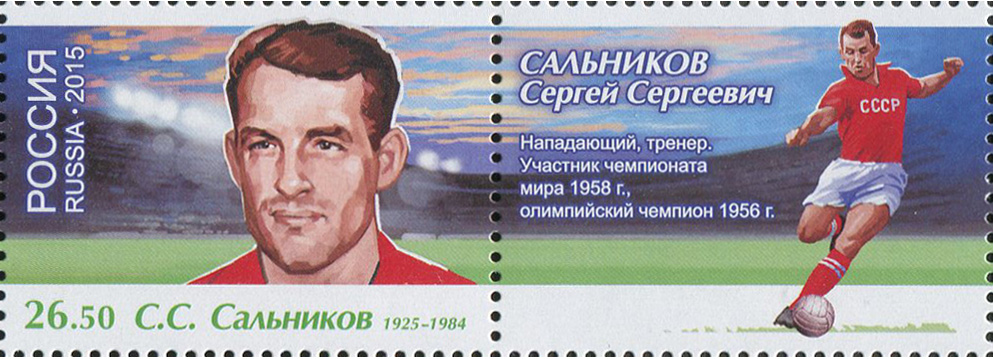
С. С. Сальников (1925—1984), Россия, 2015
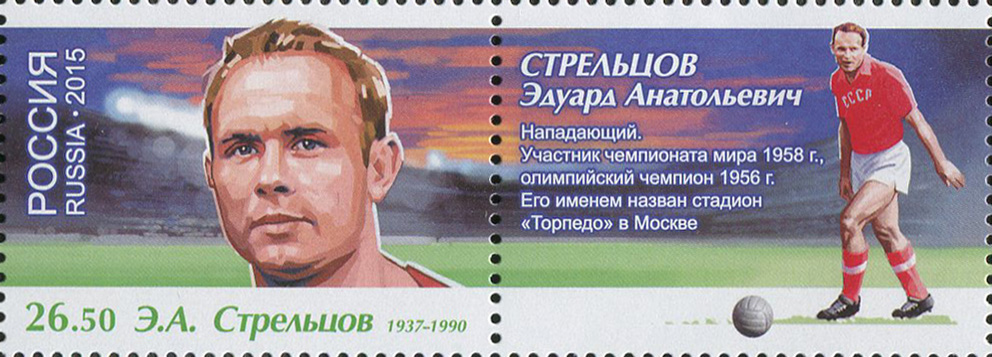
Э. А. Стрельцов (1937—1990), Россия, 2015
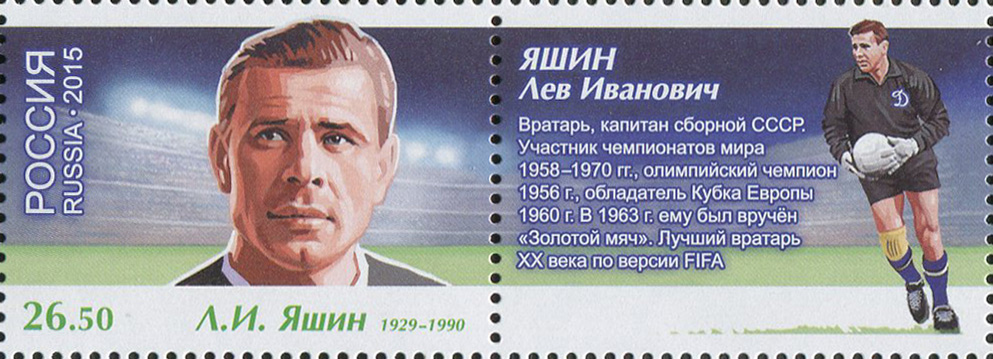
Л. И. Яшин (1929—1990), Россия, 2015
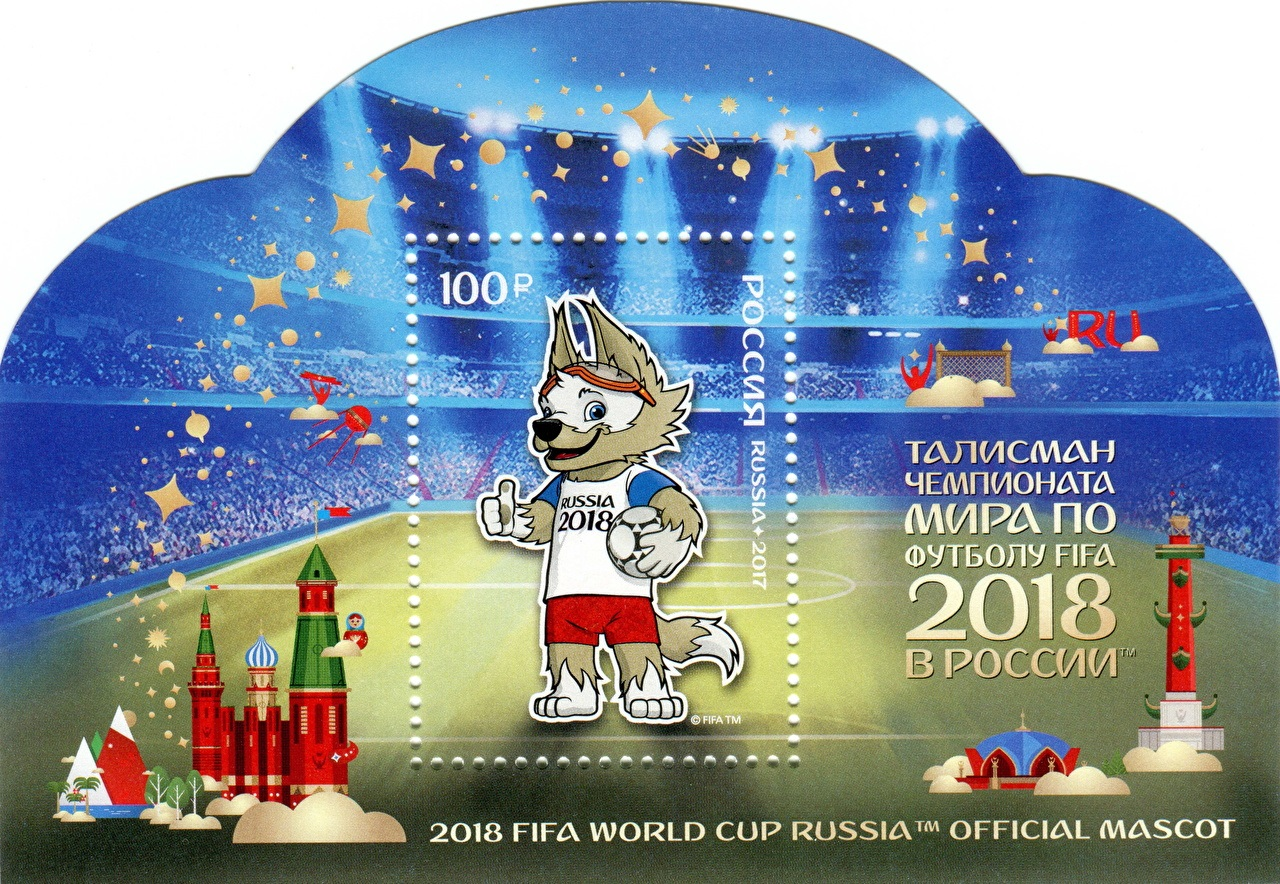
Талисман Забивака. Почтовый блок, Россия, 2017
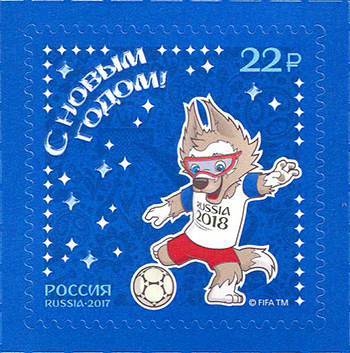
Талисман Забивака, Россия, 2017
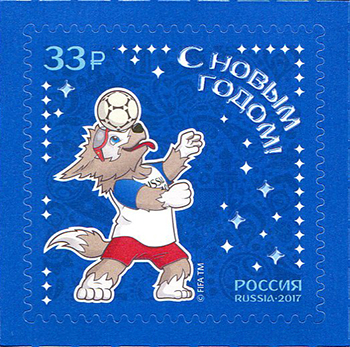
Талисман Забивака, Россия, 2017
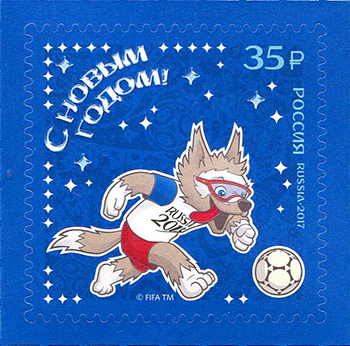
Талисман Забивака, Россия, 2017
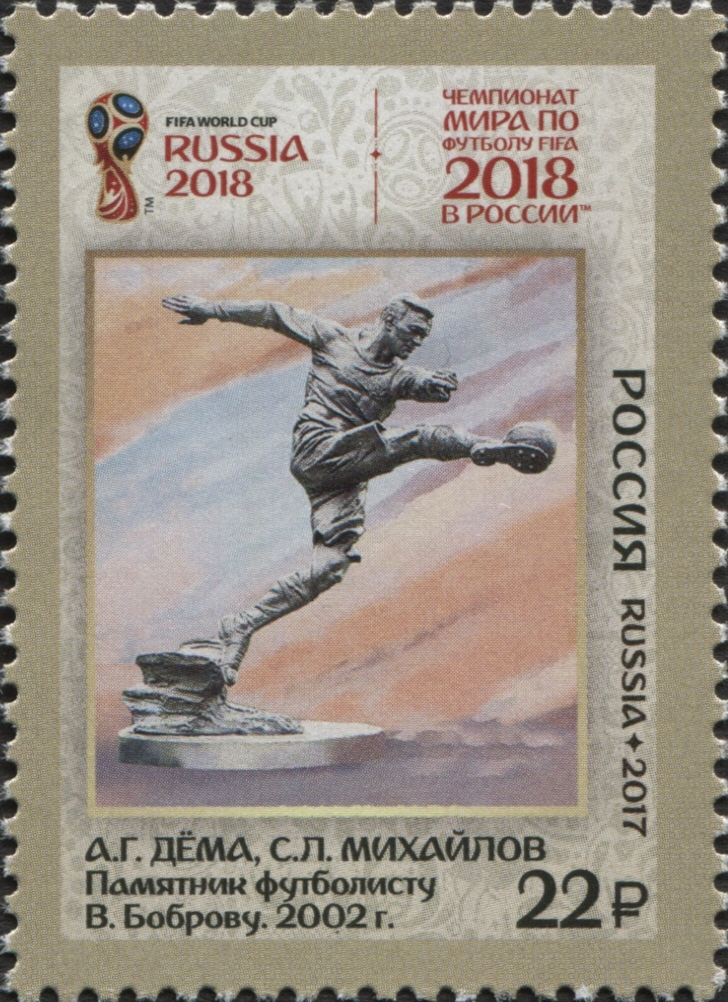
Футбол в искусстве. Памятник В. Боброву (2002), Россия, 2017
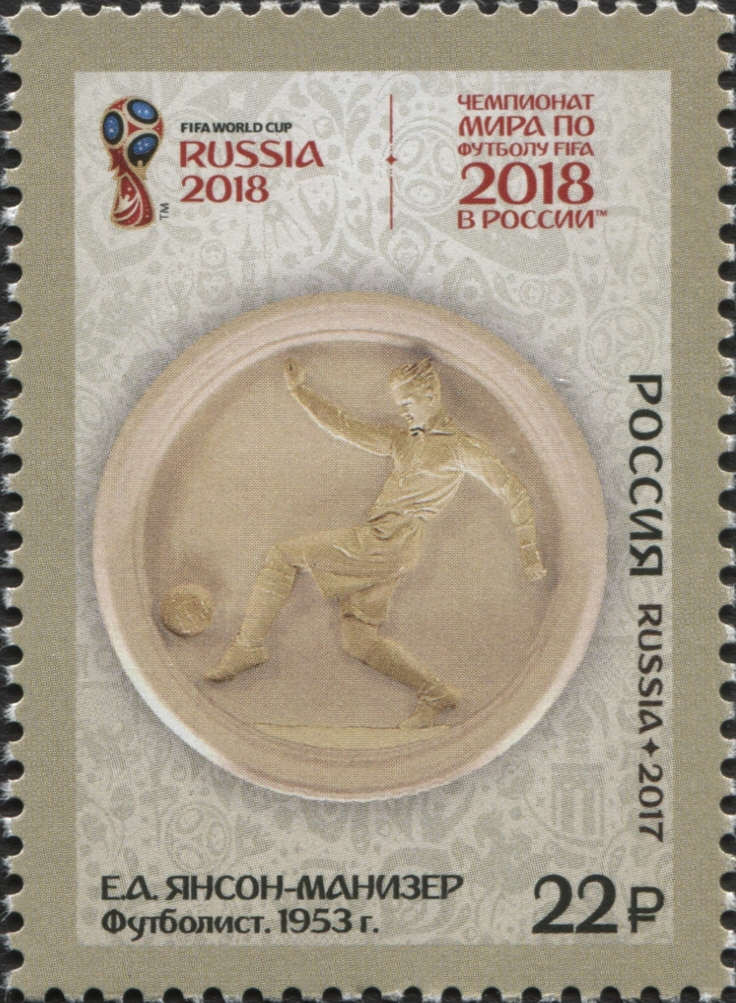
Футбол в искусстве. Барельеф «Футболист» (1953), Россия, 2017
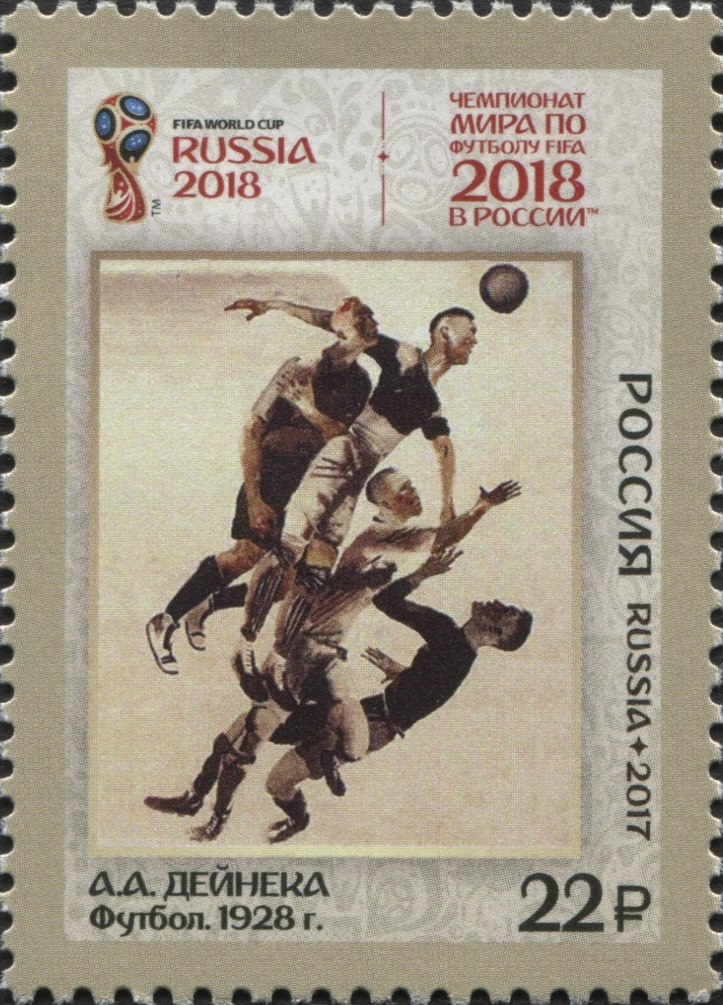
Футбол в искусстве. А. А. Дейнека «Футбол» (1928), Россия, 2017
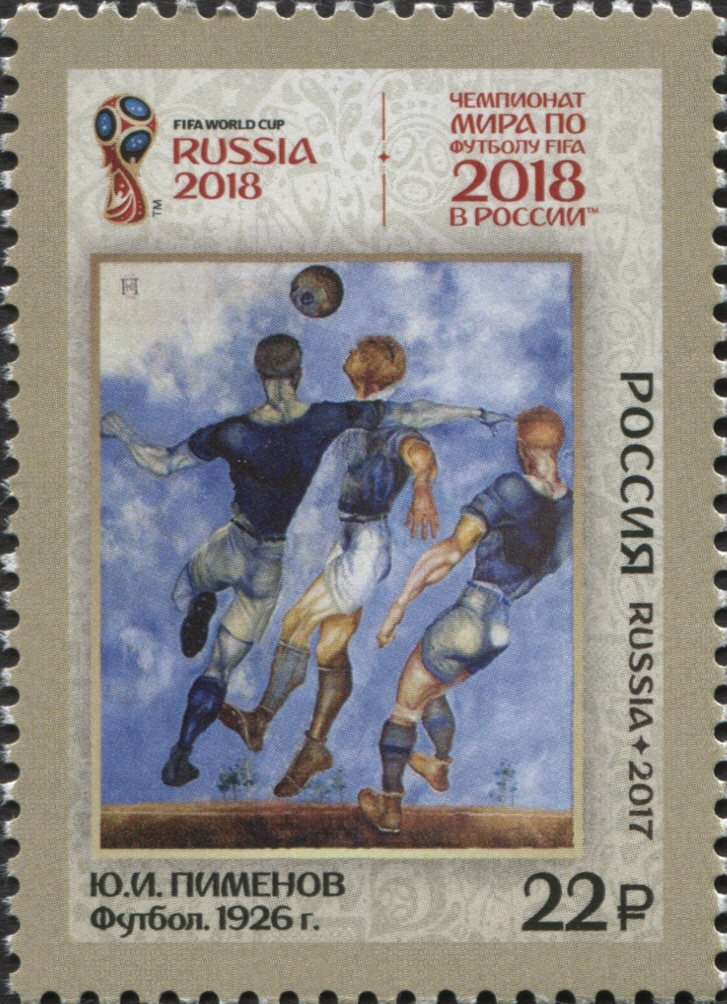
Футбол в искусстве. Ю. И. Пименов «Футбол» (1926), Россия, 2017
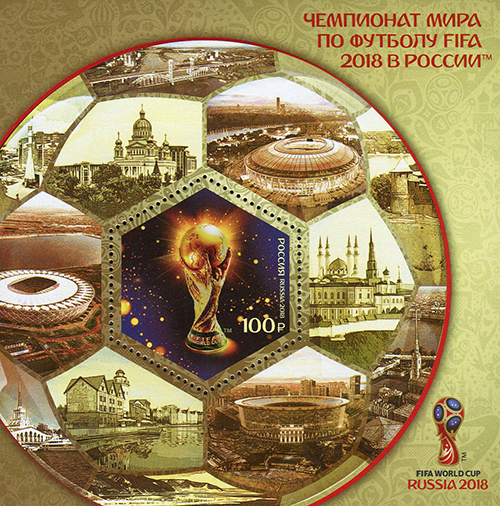
Почтовый блок, Россия, 2018
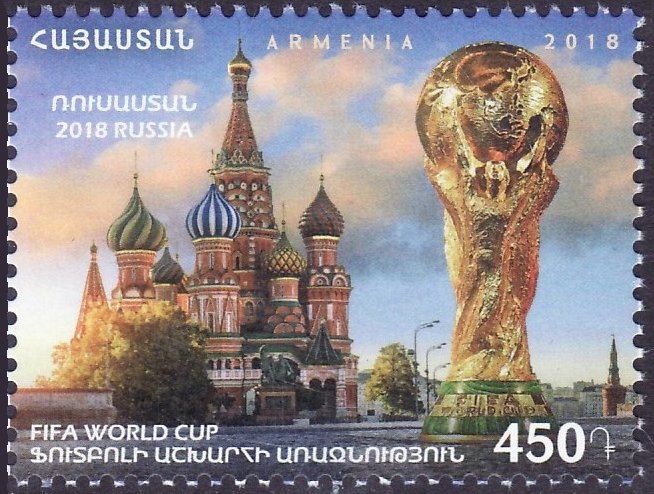
Храм Василия Блаженного и Кубок мира ФИФА, Армения, 2018

Почтовые марки, посвящённые командам-участникам
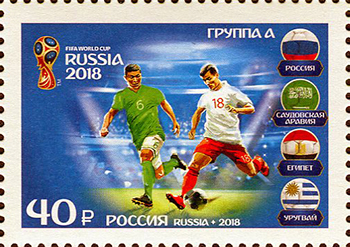
Группа А
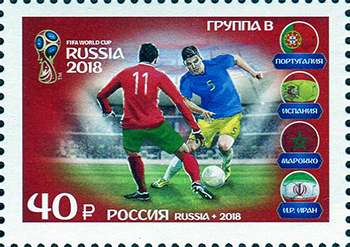
Группа В
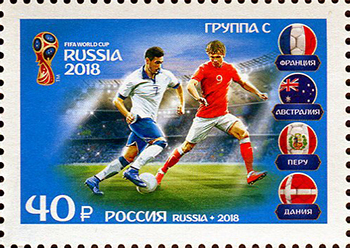
Группа C
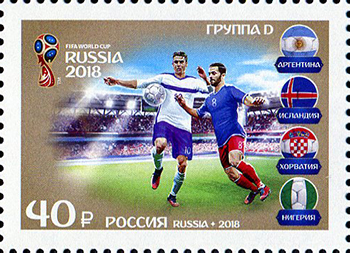
Группа D
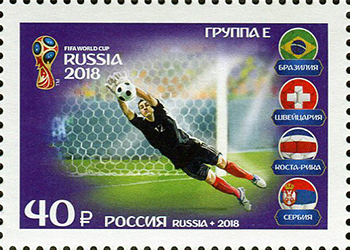
Группа E
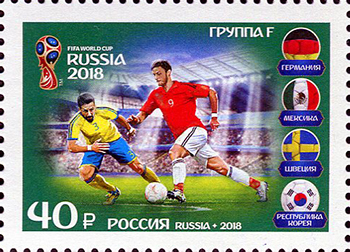
Группа F
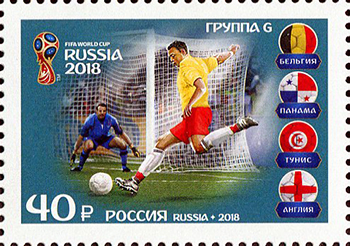
Группа G
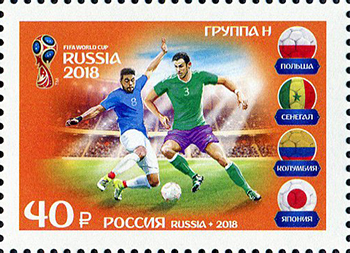
Группа H

### Внумизматике
В 2016—2017 годах Банком России выпущены в обращение памятные монеты и монеты из драгоценных металлов, посвящённые чемпионату мира по футболу 2018.

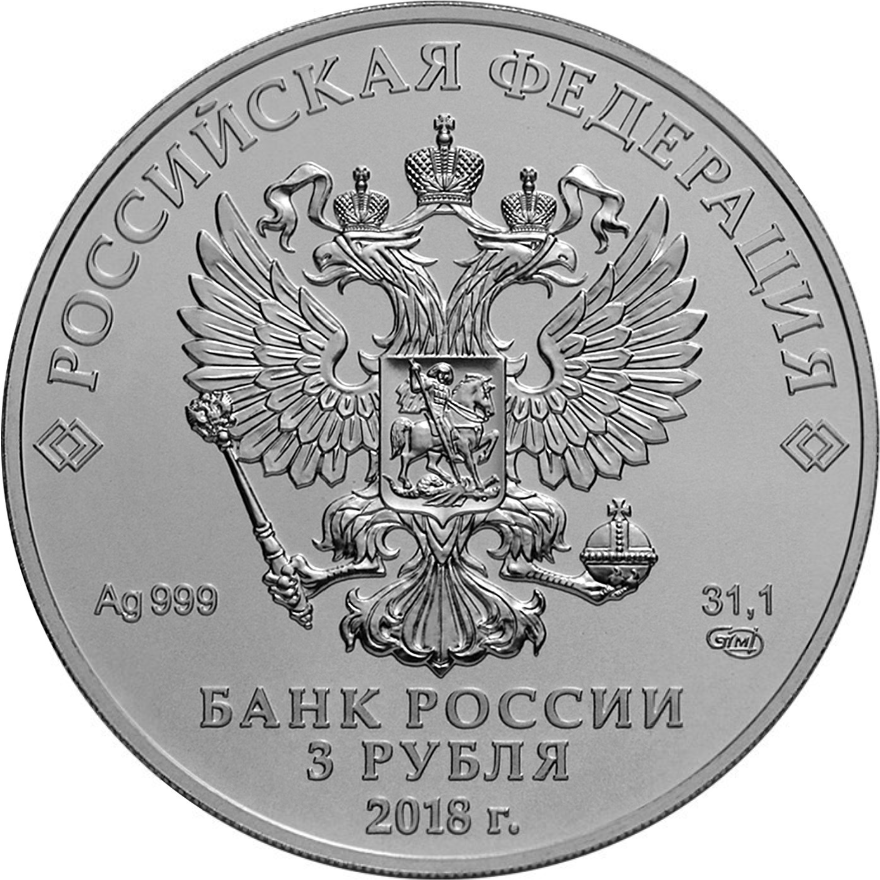
Рельефное изображение Кубка Чемпионата мира по футболу FIFA, 3 рубля, серебро, 2016
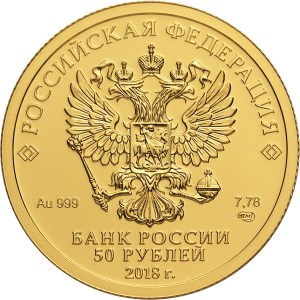
Рельефное изображение Кубка Чемпионата мира по футболу FIFA, 50 рублей, золото, 2016
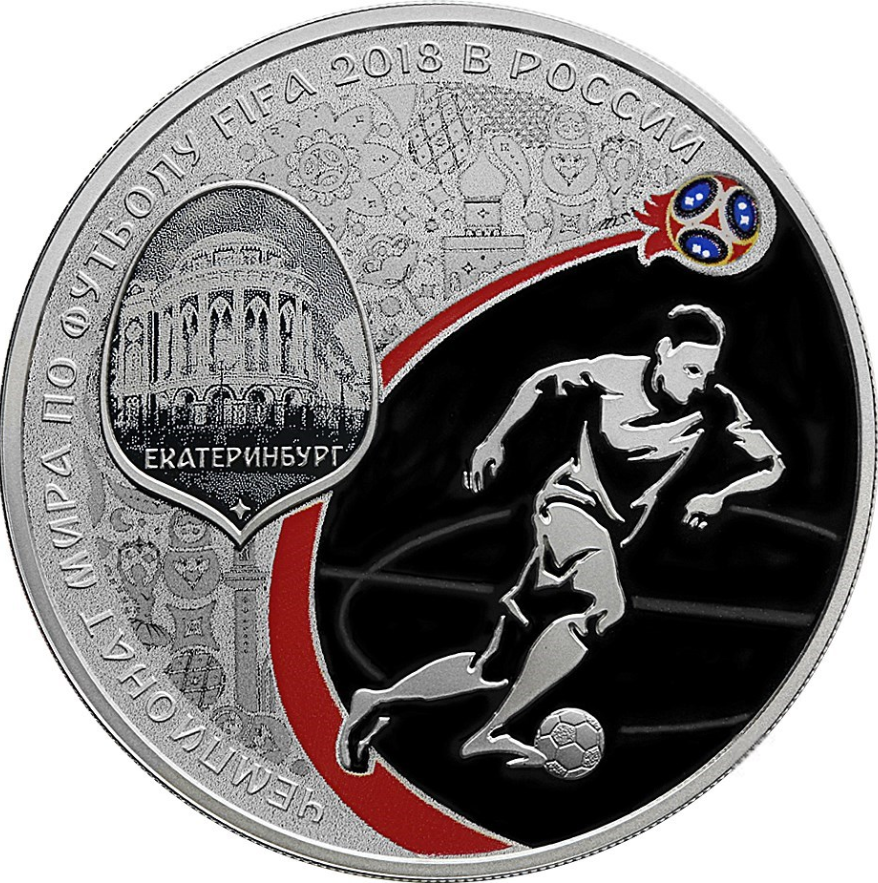
Дом Н. И. Севастьянова, Екатеринбург, 3 рубля, серебро, 2016
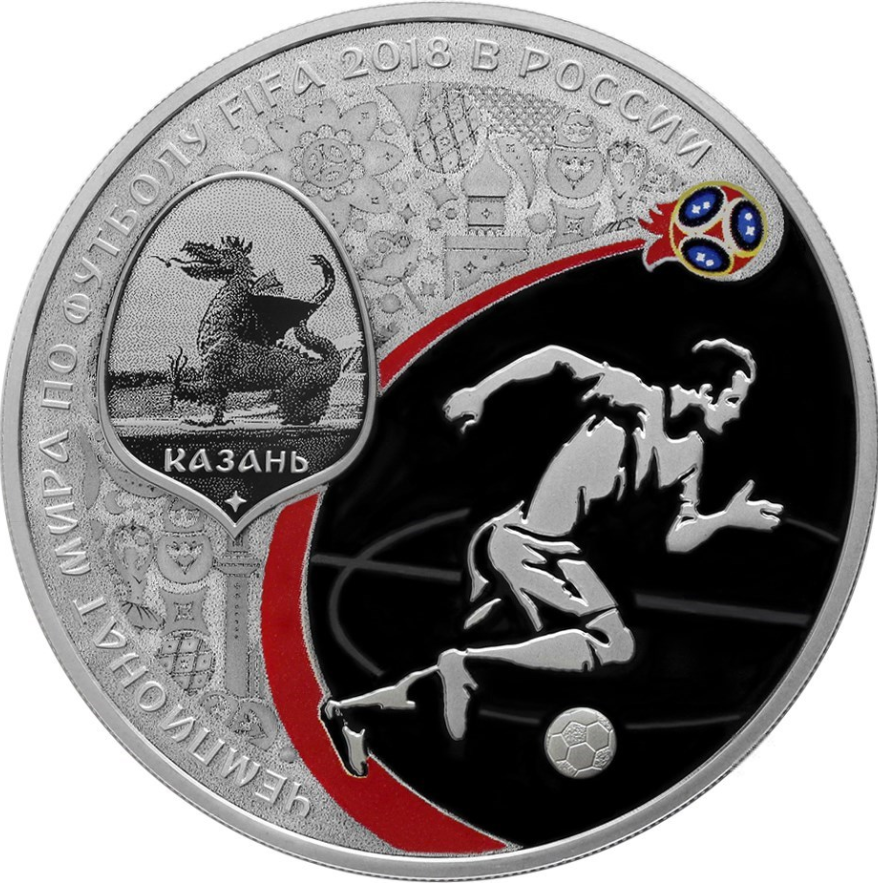
Памятник дракону Зиланту, Казань, 3 рубля, серебро, 2016
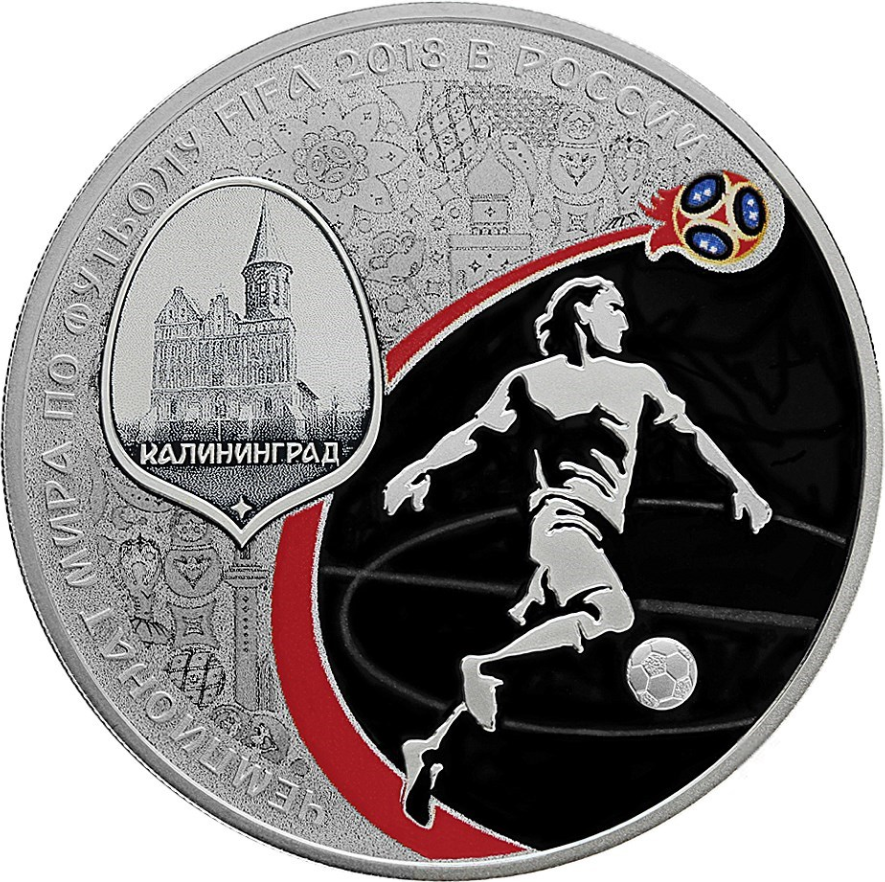
Кафедральный собор, Калининград, 3 рубля, серебро, 2016
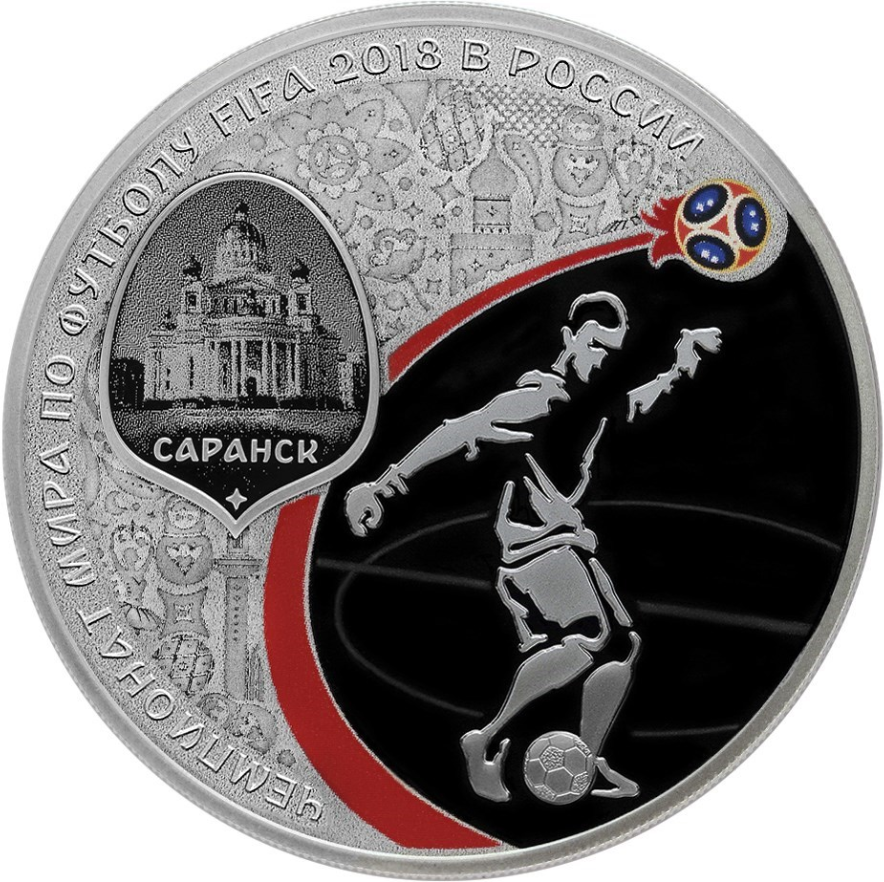
Кафедральный собор святого праведного воина Феодора Ушакова, Саранск, 3 рубля, серебро, 2016
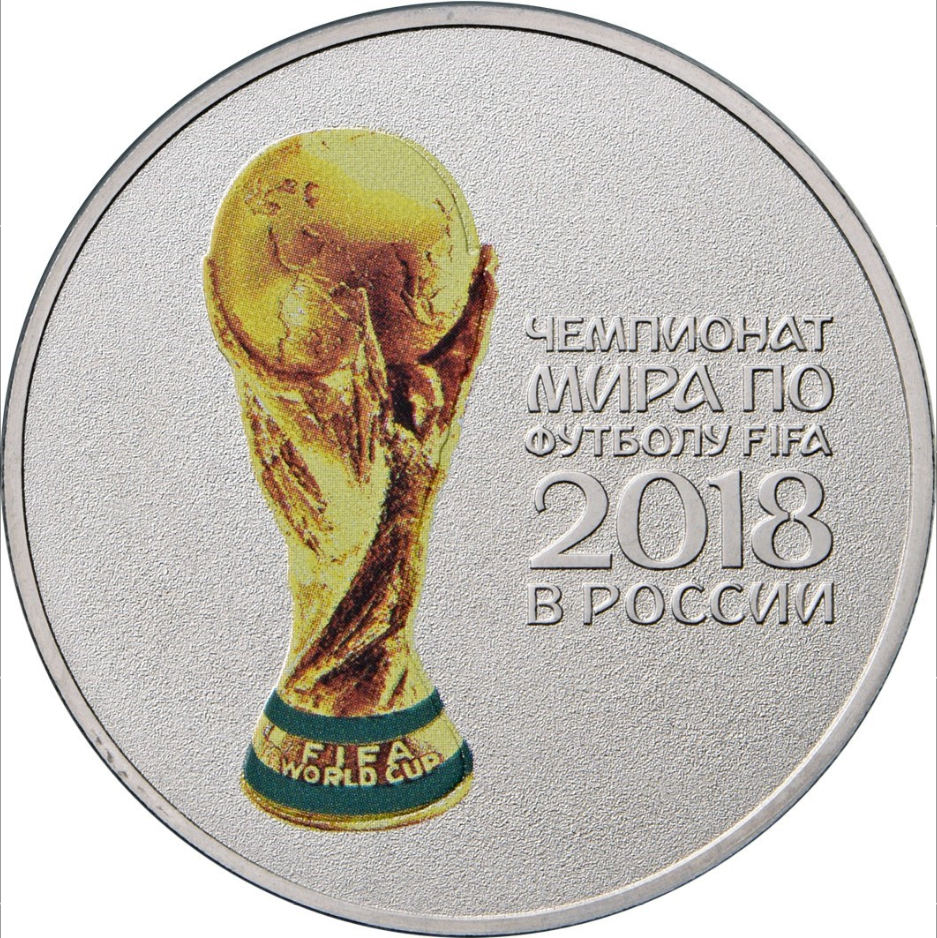
Выполненное в цвете изображение официальной эмблемы Чемпионата мира по футболу FIFA 2018 года, 25 рублей, медно-никелевый сплав, 2016
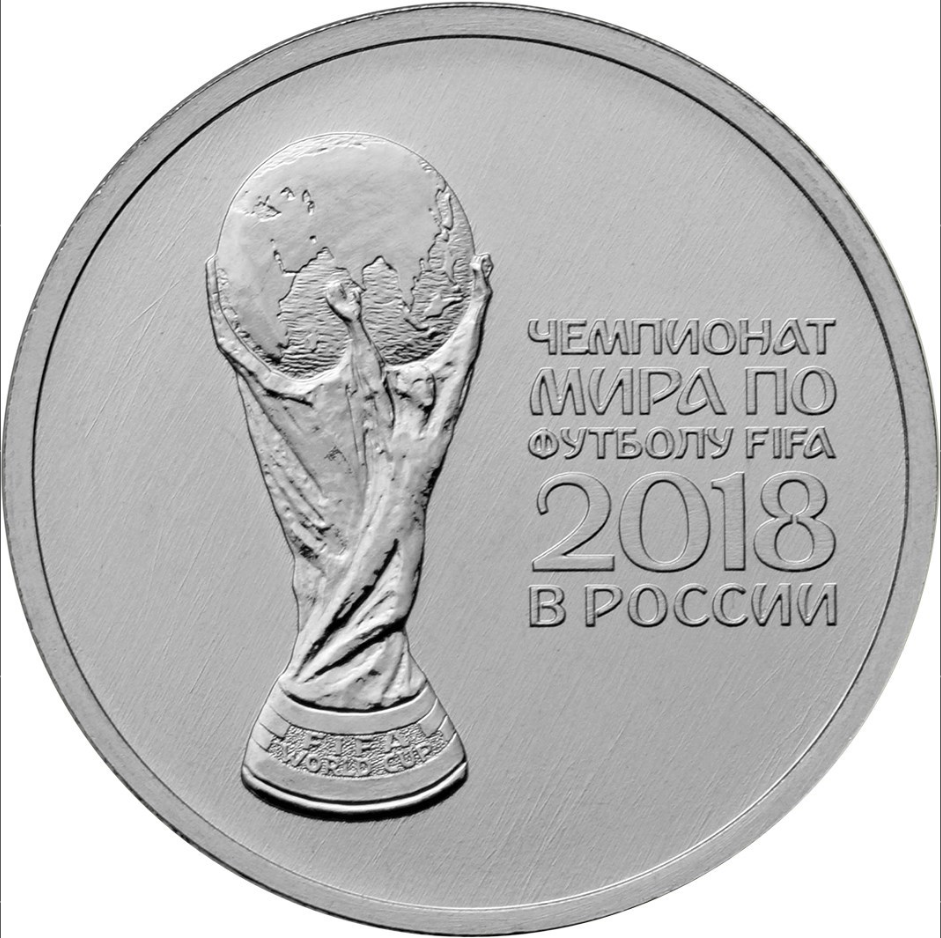
Рельефное изображение официальной эмблемы Чемпионата мира по футболу FIFA 2018 года, 25 рублей, медно-никелевый сплав, 2016

В 2017—2018 гг. были выпущены в обращение памятные монеты и монеты из драгоценных металлов, посвящённые чемпионату мира по футболу 2018, в Австралии, Италии, Испании, Португалии, Соломоновых Островах и Франции.

### Вбонистике
22 мая 2018 года Банк России выпустил в обращение памятную банкноту номиналом 100 рублей, посвящённую Чемпионату мира по футболу 2018. Это первая полимерная российская банкнота, а также первая, посвящённая футболу, из тех, что выпустил Центральный банк России. Тираж составит около 20 миллионов экземпляров.
Ольга Скоробогатова, первый заместитель председателя Банка России, о банкноте:
По традиции ее номинал — 100 рублей, изображения на которых расположены вертикально. Художественная композиция лицевой стороны банкноты символизирует преемственность поколений. Вы можете увидеть мальчика с мячом, который мечтает повторить подвиги великих футболистов, в том числе такого знаменитого вратаря, как Лев Яшин. На оборотной стороне банкноты изображен летящий футбольный мяч, который символизирует земной шар, на котором расположена карта России. Ниже указаны названия городов, где будут проходить непосредственно матчи чемпионата мира.

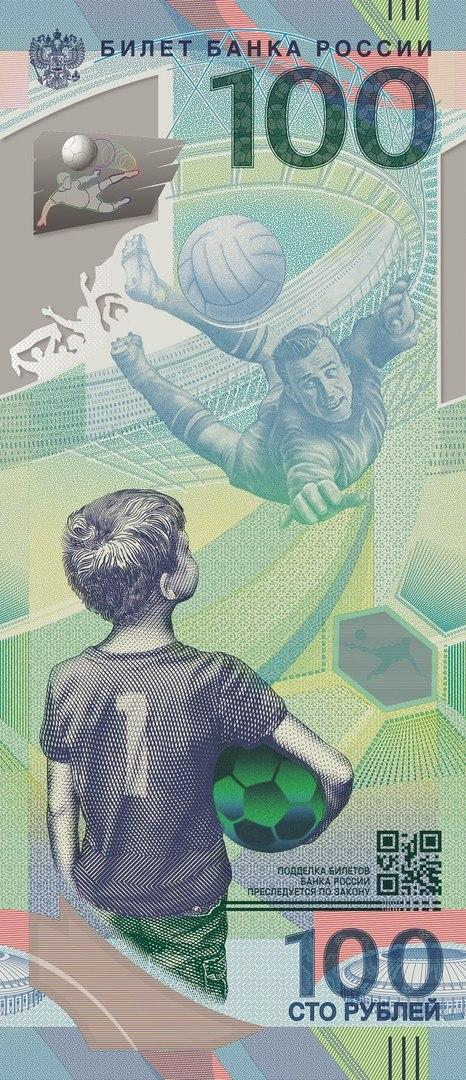
Памятная банкнота Банка России образца 2018 года номиналом 100 рублей, лицевая сторона
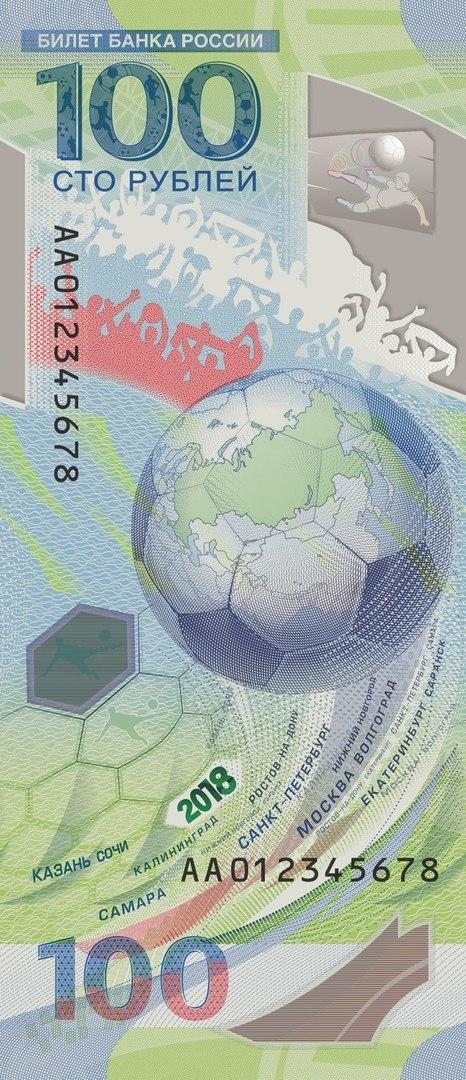
Памятная банкнота Банка России образца 2018 года номиналом 100 рублей, оборотная сторона

В Евросоюзе была выпущена серия коллекционных памятных бумажных банкнот номиналом 0 евро в составе 32 банкнот — по одной на каждую страну-участницу финального турнира.